# Liste der Biografien/Kirc
Liste der Biografien |
Portal Biografien |
Personensuche
# |
A |
B |
C |
D |
E |
F |
G |
H |
I |
J |
K |
L |
M |
N |
O |
P |
Q |
R |
S |
T |
U |
V |
W |
X |
Y |
Z |
?
 
Ka |
Kb |
Kc |
Kd |
Ke |
Kf |
Kg |
Kh |
Ki |
Kj |
Kl |
Km |
Kn |
Ko |
Kp |
Kr |
Ks |
Kt |
Ku |
Kv |
Kw |
Ky |
Kx |
Kz
 
Kia |
Kib |
Kic |
Kid |
Kie |
Kif |
Kig |
Kih |
Kii |
Kij |
Kik |
Kil |
Kim |
Kin |
Kio |
Kip |
Kir |
Kis |
Kit |
Kiu |
Kiv |
Kiw |
Kix |
Kiy |
Kiz
 
Kira |
Kirb |
Kirc |
Kird |
Kire |
Kirf |
Kirg |
Kirh |
Kiri |
Kirj |
Kirk |
Kirl |
Kirm |
Kirn |
Kiro |
Kirp |
Kirr |
Kirs |
Kirt |
Kiru |
Kirv |
Kirw |
Kiry |
Kirz
Die Liste der Biografien führt alle Personen auf, die in der deutschsprachigen Wikipedia einen Artikel haben. Dieses ist eine Teilliste mit 467 Einträgen von Personen, deren Namen mit den Buchstaben „Kirc“ beginnt.

## Kirc

### Kirca
- Kırca, Ayşe (* 1994), türkische Schauspielerin
- Kırca, Coşkun (1927–2005), türkischer Journalist, Diplomat und Politiker
- Kırcan, Fikret (1919–2014), türkischer Fußballspieler und -funktionär

### Kirch
- Kirch, August (1879–1959), deutscher Politiker (SPD)
- Kirch, Barbara (* 1960), US-amerikanische Ruderin
- Kirch, Christfried (1694–1740), deutscher Astronom und Kalendermacher
- Kirch, Christine (1697–1782), Kalendermacherin und Astronomin in Berlin
- Kirch, Daniel (* 1974), deutscher Tenor
- Kirch, Eugen (1888–1973), deutscher Pathologe
- Kirch, Gottfried (1639–1710), Astronom
- Kirch, Günter (* 1948), deutscher Fußballspieler
- Kirch, Johann Elias (1706–1748), deutscher Mediziner, Physicus in Schweinfurt
- Kirch, Leo (1926–2011), deutscher Medienunternehmer
- Kirch, Margaretha (* 1703), Astronomin in Berlin
- Kirch, Maria Margaretha (1670–1720), deutsche Astronomin
- Kirch, Oliver (* 1982), deutscher FußballspielerOliver Kirch (* 1982)

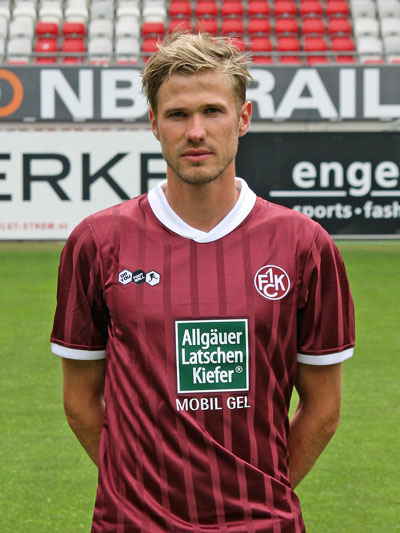
Oliver Kirch (* 1982)

- Kirch, Patrick Vinton (* 1950), US-amerikanischer Anthropologe
- Kirch, René (* 1984), deutscher Politiker, Bürgermeister
- Kirch, Sebastian Heinrich (1711–1768), Bossierer, Modelleur, Porzellanmaler und Fayencier
- Kirch, Simon (* 1979), deutscher Leichtathlet (400-Meter-Läufer)
- Kirch, Stefan (* 1983), deutscher Theater- und Fernsehschauspieler
- Kirch, Thomas (* 1957), deutscher Medienunternehmer
- Kirch, Wilhelm (1947–2015), deutscher Hochschullehrer, Klinischer Pharmakologe, Internist, Nephrologe, Versorgungsforscher, Gesundheitswissenschaftler und Zahnarzt

#### Kircha
- Kirchammer, Sebastian (1841–1892), deutscher Gutsbesitzer, Bürgermeister und Politiker (Zentrum), MdR

#### Kirchb
- Kirchbach auf Lauterbach, Johann von (1858–1920), österreichischer General der Infanterie
- Kirchbach auf Lauterbach, Karl von (1856–1939), österreichischer General
- Kirchbach, Arndt von (1885–1963), deutscher evangelisch-lutherischer Theologe
- Kirchbach, Ernst (1831–1876), sächsischer Historienmaler, Direktor der Kunstakademie Santiago de Chile
- Kirchbach, Esther von (1894–1946), deutsche Publizistin und Pfarrfrau
- Kirchbach, Eugen von (1835–1911), sächsischer General der Kavallerie
- Kirchbach, Frank (1859–1912), deutscher Maler und Illustrator
- Kirchbach, Friederike von (* 1955), deutsche evangelische Geistliche und Medienpolitikerin
- Kirchbach, Fritz von (1867–1924), sächsischer Offizier
- Kirchbach, Gottfried (1882–1942), deutscher Maler, Gebrauchsgrafiker, Illustrator und Plakatkünstler
- Kirchbach, Gunar (* 1971), deutscher Kanute
- Kirchbach, Günther von (1850–1925), preußischer Generaloberst im Ersten WeltkriegGünther von Kirchbach (1850–1925)

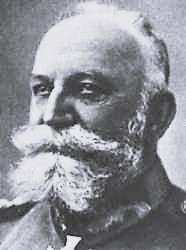
Günther von Kirchbach (1850–1925)

- Kirchbach, Hanns Jakob (1886–1963), deutscher Wasserbauingenieur, Hochschullehrer und Sachbuchautor
- Kirchbach, Hans Carl von (1704–1753), kursächsischer Berghauptmann
- Kirchbach, Hans von (1834–1903), sächsischer Generalmajor
- Kirchbach, Hans von (1849–1928), sächsischer Generaloberst
- Kirchbach, Hans-Peter von (* 1941), deutscher General
- Kirchbach, Hugo von (1809–1887), preußischer General der Infanterie
- Kirchbach, Hugo von (1833–1914), sächsischer Amtshauptmann
- Kirchbach, Karl von (1847–1929), königlich sächsischer Offizier und Verwaltungsbeamter, Generaldirektor der Königlich Sächsischen Staatseisenbahnen
- Kirchbach, Konrad von (1924–2020), deutscher Bauingenieur
- Kirchbach, Kurt (1891–1967), sächsischer Unternehmer, Erfinder und Kunstsammler
- Kirchbach, Reinhard von (1913–1998), deutscher evangelisch-lutherischer Pastor und Propst
- Kirchbach, Ulrich von (* 1956), deutscher Kommunalpolitiker (SPD), Bürgermeister für Kultur, Jugend und Soziales und Integration Freiburgs im BreisgauUlrich von Kirchbach (* 1956)

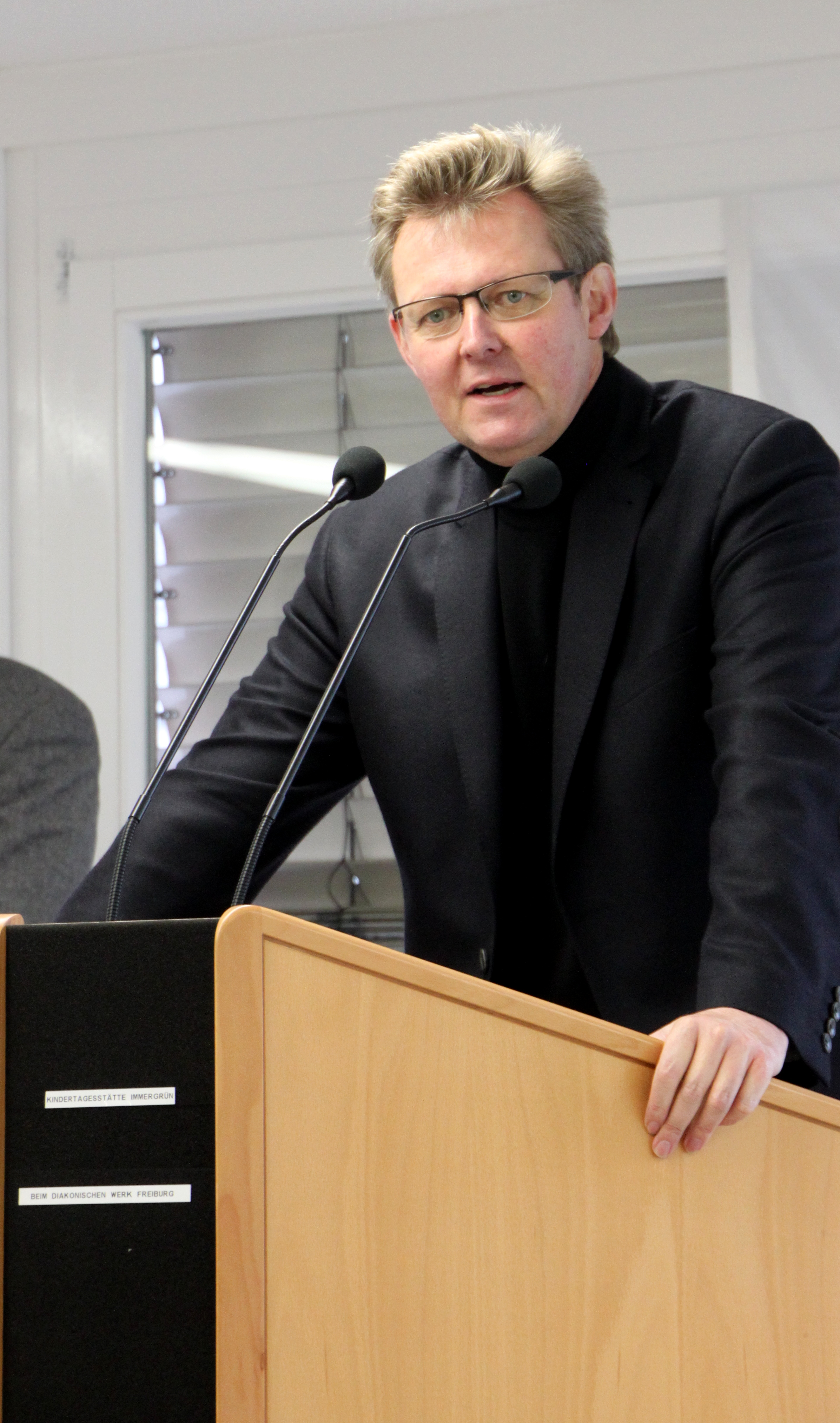
Ulrich von Kirchbach (* 1956)

- Kirchbach, Wolfgang (1857–1906), deutscher Schriftsteller und Journalist
- Kirchbauer, Wilhelm (1875–1936), deutscher Architekt und Baubeamter
- Kirchbaumer, Rebecca (* 1974), österreichische Politikerin (ÖVP), Abgeordnete zum Nationalrat
- Kirchberg, August (1863–1945), deutscher Mitbegründer und erste Geschäftsführer der Mülheimer Wohnungsbaugenossenschaft (MWB)
- Kirchberg, Christian (* 1947), deutscher Jurist
- Kirchberg, Christian von (1726–1772), Burggraf von Kirchberg, Graf zu Sayn-Wittgenstein und Reichskammerrichter
- Kirchberg, Eberhard (1946–2022), deutscher Mathematiker
- Kirchberg, Eberhard (* 1950), deutscher Schauspieler
- Kirchberg, Hans-Peter (* 1956), deutscher Dirigent und Pianist
- Kirchberg, Helmut (1906–1983), deutscher Bergbauwissenschaftler
- Kirchberg, Johannes (* 1973), deutscher Sänger (Chanson) und Schauspieler
- Kirchberg, Martina (* 1957), deutsche Segelkunstflugpilotin
- Kirchberg, Peter (1934–2023), deutscher Automobilhistoriker und Hochschullehrer
- Kirchberg, Theo (1920–2014), deutscher Fußballspieler
- Kirchberg, Ursula (* 1938), deutsche Illustratorin
- Kirchberger, Daniel (* 2000), deutscher Synchronsprecher
- Kirchberger, Günther C. (1928–2010), deutscher Maler
- Kirchberger, Hermann (1905–1983), deutscher Künstler
- Kirchberger, Joe H. (1910–2000), US-amerikanischer Sachbuchautor
- Kirchberger, Johann Anton († 1696), Schultheiss von Bern
- Kirchberger, Karl (1909–1956), österreichischer Eishockeyspieler
- Kirchberger, Martin (1960–1991), deutscher Filmregisseur
- Kirchberger, Niklaus Anton (1739–1799), Schweizer Magistrat und Ökonom
- Kirchberger, Paul (1878–1945), deutscher Mathematiker und theoretischer Physiker
- Kirchberger, Peter (* 1943), deutscher Schauspieler, Sänger, Synchron-, Hörspiel- und Werbesprecher
- Kirchberger, Sarah (* 1975), finnisch-deutsche Sinologin und Hochschullehrerin
- Kirchberger, Sebastian (1846–1919), deutscher katholischer Geistlicher, Domkapitular im Erzbistum München und Freising
- Kirchberger, Sonja (* 1964), österreichische Schauspielerin und SynchronsprecherinSonja Kirchberger (* 1964)

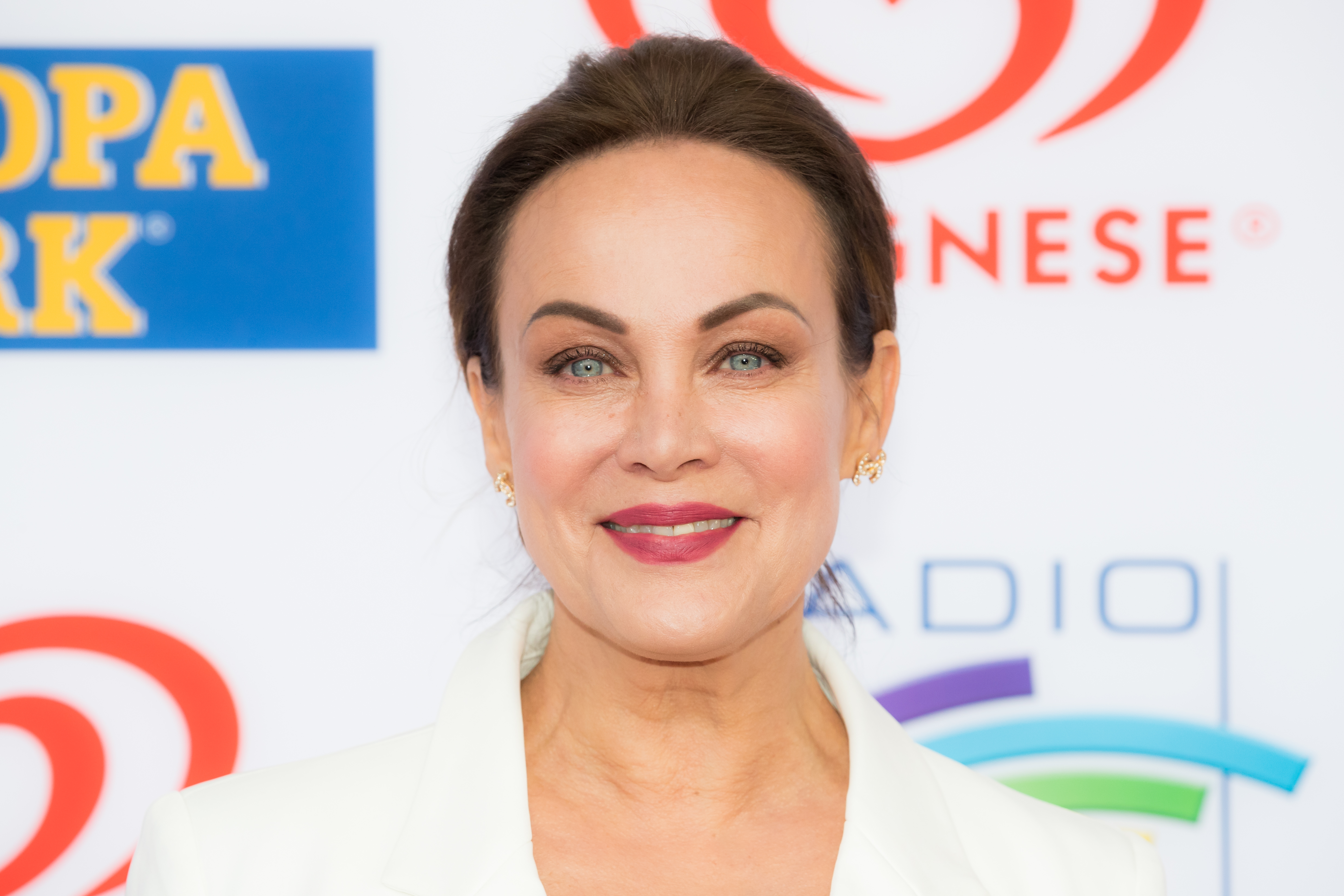
Sonja Kirchberger (* 1964)

- Kirchberger, Virginia (* 1993), österreichische Fußballspielerin

#### Kirche
- Kirche, Leonardo (* 1985), brasilianischer Tennisspieler
- Kirchebner, Anton (1702–1779), österreichischer Maler
- Kirchebner, Anton (1750–1831), Tiroler Bauernkartograf und Freiheitskämpfer
- Kirchebner, Anton Alois (1823–1868), Tiroler Maler, Kupferstecher und Lithograf
- Kirchebner, Franz Xaver (1736–1815), österreichischer Maler
- Kirchebner, Josef Anton (1757–1839), österreichischer Maler
- Kirchebner, Peter Paul (1812–1846), österreichischer Maler
- Kircheis, Carl Erdmann (1830–1894), deutscher Unternehmer
- Kircheis, Christoph (1935–1979), deutscher Kirchenmusiker, Organist und Komponist
- Kircheis, Friedrich (1940–2024), deutscher Organist
- Kircheis, Kerstin (* 1955), deutsche Politikerin (PDS, SPD), MdL
- Kircheis, Paul (1896–1982), deutscher Journalist, Beamter und Politiker (SPD), MdL
- Kircheis, Ralph (* 1967), deutscher Fußballtorwart
- Kircheisen, Björn (* 1983), deutscher Nordischer Kombinierer
- Kircheisen, Bruno (1852–1921), deutscher Orgelbauer
- Kircheisen, Eugen (1855–1913), deutscher Bildhauer
- Kircheisen, Friedrich Leopold von (1749–1825), preußischer Jurist und Minister
- Kircheisen, Friedrich Max (1877–1933), deutscher Historiker
- Kircheisen, Karl David (1704–1770), Bürgermeister, Polizeidirektor und Stadtpräsident von Berlin
- Kircheiß, Carl (1887–1953), deutscher Kapitän und Weltumsegler
- Kirchem, Rolf (1925–2015), deutscher Admiralarzt
- Kirchen, Erny (* 1949), luxemburgischer Radrennfahrer
- Kirchen, Jean (1919–2010), luxemburgischer Radrennfahrer
- Kirchen, Kim (* 1978), luxemburgischer RadrennfahrerKim Kirchen (* 1978)

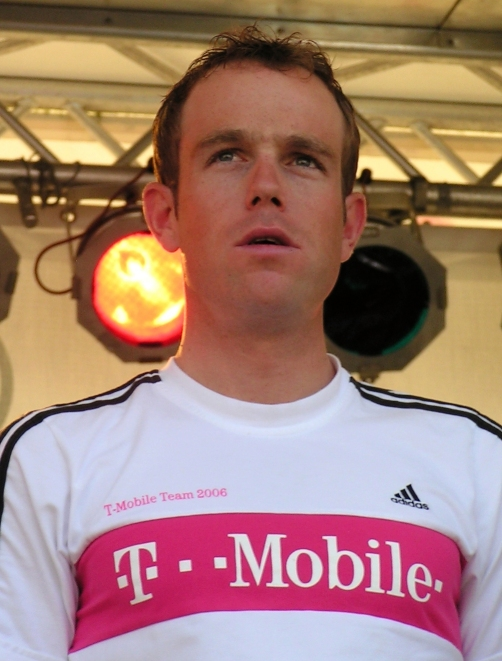
Kim Kirchen (* 1978)

- Kirchengast, Gottfried (* 1965), österreichischer Klimawissenschaftler
- Kirchenheim, Arthur von (1855–1924), deutscher Straf- und Staatsrechtler
- Kirchenpauer, Gustav Heinrich (1808–1887), deutscher Jurist, Journalist und Erster Bürgermeister von Hamburg
- Kircher, Aaron (* 1991), österreichischer Fußballspieler
- Kircher, Achim (* 1943), deutscher Maler und Grafiker
- Kircher, Alexander (1867–1939), deutsch-österreichischer Marine- und Landschaftsmaler sowie Illustrator
- Kircher, Armin (1966–2015), österreichischer Kirchenmusiker und Komponist
- Kircher, Athanasius (1602–1680), deutscher Universalgelehrter und AutorAthanasius Kircher (1602–1680)

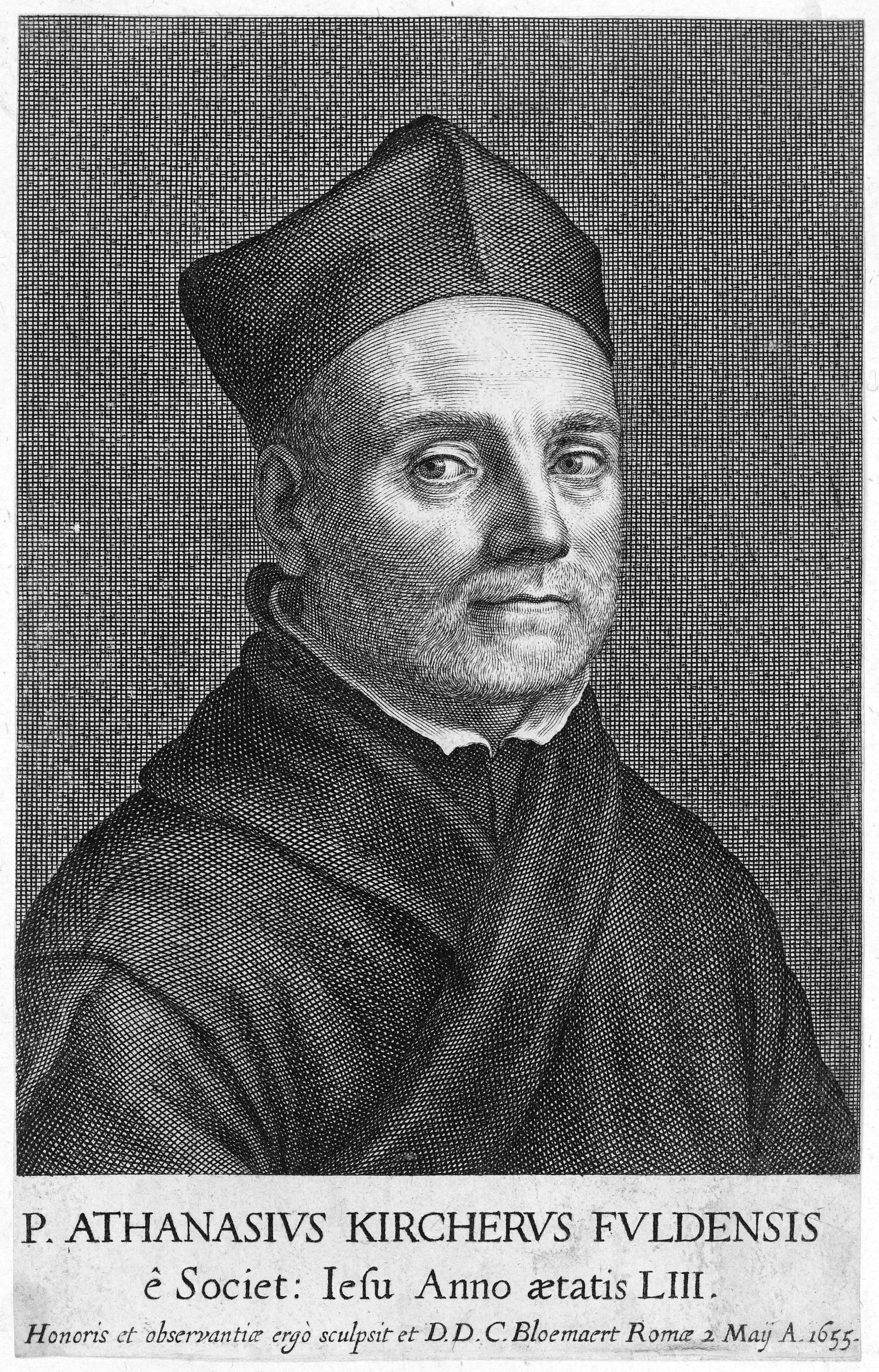
Athanasius Kircher (1602–1680)

- Kircher, Balthasar, niedersächsischer Bildhauer der frühen Neuzeit
- Kircher, Dora (1881–1953), österreichische Politikerin (SdP), Mitglied des Kärntner Landtags
- Kircher, Elias (* 1990), österreichischer Fußballspieler
- Kircher, Ernst (* 1940), deutscher Physikdidaktiker
- Kircher, Ernst Wilhelm Gottlieb (1758–1830), deutscher Buchdrucker und Verleger
- Kircher, Franz Josef (1889–1965), Mitglied des Provinziallandtages der Provinz Hessen-Nassau
- Kircher, Gerhard (* 1948), deutscher Jurist, Präsident des OLG Oldenburg
- Kircher, Hans (* 1921), deutscher Fußballspieler
- Kircher, Helmut (1939–2023), deutscher Schauspieler, Theaterregisseur, Journalist und Musikkritiker
- Kircher, Herwig (* 1955), österreichischer Fußball-Nationalspieler
- Kircher, Holger (* 1965), deutscher Jurist und Richter am Einheitlichen Patentgericht
- Kircher, Irina (* 1966), deutsche Gitarristin
- Kircher, Johann (* 1610), deutscher katholischer Geistlicher
- Kircher, Johann Adam (1827–1906), Gutsbesitzer, Mitglied des Kurhessischen Kommunallandtages
- Kircher, Karl (1874–1939), württembergischer Verwaltungsbeamter
- Kircher, Knut (* 1969), deutscher FußballschiedsrichterKnut Kircher (* 1969)

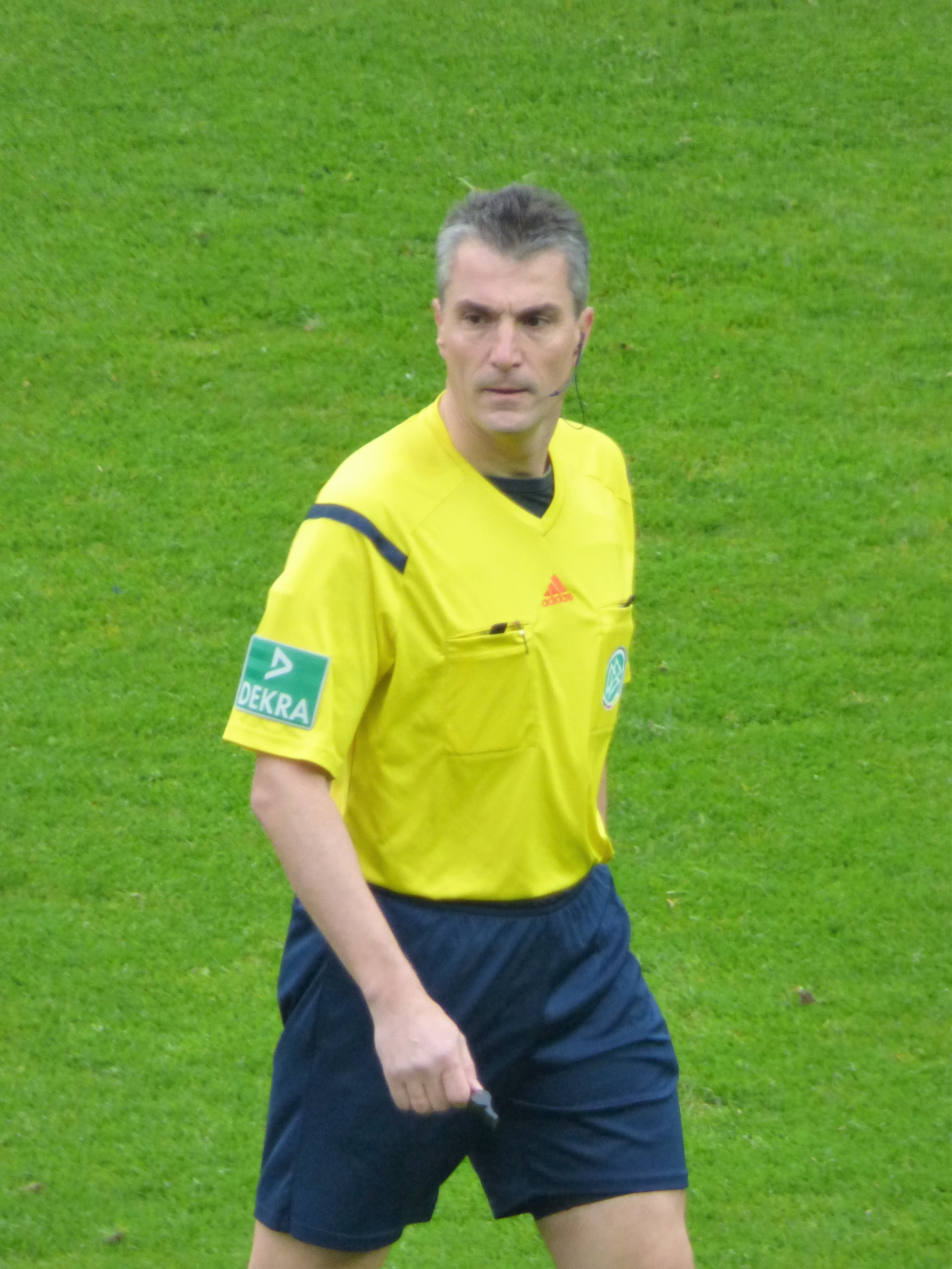
Knut Kircher (* 1969)

- Kircher, Lukas (* 1971), deutsch-österreichischer Gestalter und Editorial Designer
- Kircher, Meike (* 1978), deutsche Musicaldarstellerin und Schauspielerin
- Kircher, Monika (* 1957), österreichische Managerin und Politikerin
- Kircher, Oliver (* 1970), deutscher Sachverständiger für urbane Popkultur
- Kircher, Paul (* 2001), französischer Schauspieler
- Kircher, Pete (* 1945), britischer Musiker und Ex-Schlagzeuger der Rockgruppe Status Quo
- Kircher, Peter (1592–1629), deutscher Jesuit, Prediger und Hexenseelsorger
- Kircher, Philipp (1846–1921), deutscher Architekt und Denkmalpfleger
- Kircher, Robert (1852–1911), deutscher Kaufmann und Mitglied des Preußischen Abgeordnetenhauses
- Kircher, Rudolf (1885–1954), deutscher Journalist und Schriftsteller
- Kircher, Samuel (* 2004), französischer Schauspieler
- Kircher, Sophia (* 1994), österreichische Politikerin (ÖVP), Landtagsabgeordnete in Tirol
- Kircher, Tilo (* 1965), deutscher Psychiater und Neurowissenschaftler
- Kircher, Tim (* 1999), deutscher Fußballspieler
- Kircher, Timothy, US-amerikanischer Historiker
- Kircher, Tobias (* 1996), deutscher Eishockeyspieler
- Kircher, Veronica (1929–2021), deutsche Heilpädagogin und Hochschullehrerin
- Kircher, Wilhelm (1831–1901), deutscher Jurist, Bürgermeister und Politiker (NLP), MdR
- Kircher, William (* 1958), neuseeländischer Schauspieler und Filmproduzent
- Kirchert, Werner (1906–1987), deutscher KZ-Arzt

#### Kirchf
- Kirchfeld, Franz (1897–1969), deutscher Industrieller
- Kirchfeldt, August von (1802–1858), preußischer Generalmajor

#### Kirchg
- Kirchgasser, Michaela (* 1985), österreichische SkirennläuferinMichaela Kirchgasser (* 1985)

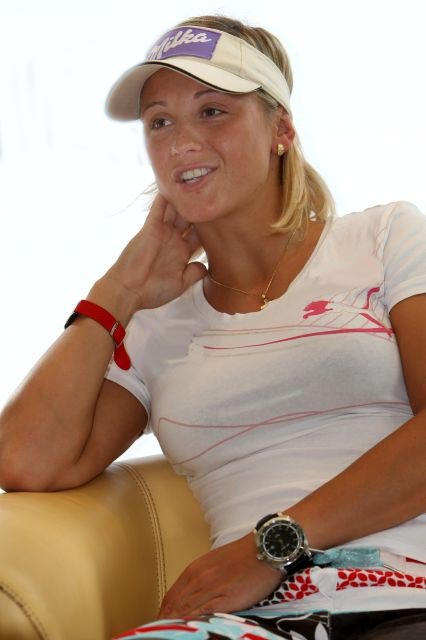
Michaela Kirchgasser (* 1985)

- Kirchgasser-Pichler, Maria (* 1970), österreichische Snowboarderin
- Kirchgässner, Alfons (1901–1990), deutscher Landwirt, Verwaltungsbeamter und Politiker (CDU)
- Kirchgässner, Alfons (1909–1993), deutscher katholischer Priester und Schriftsteller
- Kirchgäßner, Andreas (* 1957), deutscher Kinder- und Jugendbuchautor
- Kirchgässner, Bernhard (1923–2007), deutscher Historiker, Wirtschaftswissenschaftler
- Kirchgässner, Gebhard (1948–2017), deutsch-schweizerischer Wirtschaftswissenschaftler
- Kirchgässner, Helmut (1927–1998), deutscher Jazz- und Unterhaltungsmusiker (Piano, Arrangement, Komposition)
- Kirchgässner, Helmut (* 1938), deutscher Sportwissenschaftler und Hochschullehrer
- Kirchgässner, Klaus (1931–2011), deutscher Mathematiker
- Kirchgässner, Wolfgang (1928–2014), deutscher Geistlicher, römisch-katholischer Weihbischof in Freiburg
- Kirchgatterer, Franz (1953–2017), österreichischer Kaufmann und Politiker (SPÖ), Abgeordneter zum Nationalrat
- Kirchgeorg, Manfred (* 1958), deutscher Wirtschaftswissenschaftler
- Kirchgessner, Bernhard (* 1958), deutscher römisch-katholischer Priester und geistlicher Schriftsteller
- Kirchgeßner, Franz (1803–1867), badischer Beamter
- Kirchgeßner, Karl (1807–1858), bayerischer Landtagspräsident
- Kirchgeßner, Manfred (1929–2017), deutscher Ernährungs- und Tierphysiologe
- Kirchgeßner, Marianne (1769–1808), deutsche Glasharmonikavirtuosin
- Kirchgraber, Urs (* 1945), Schweizer Mathematiker

#### Kirchh
- Kirchharz, Martin (* 1984), deutscher Dirigent, Musikpädagoge und Arrangeur
- Kirchharz, Tiger (* 1985), deutsche Tänzerin, Choreographin, Fotomodell und Filmschauspielerin
- Kirchheim, Alice (* 1978), deutsche Ingenieurin und Hochschullehrerin
- Kirchheim, Heinrich (1882–1973), deutscher Generalleutnant im Zweiten Weltkrieg
- Kirchheimer, Franz (1911–1984), deutscher Geologe und Paläontologe
- Kirchheimer, Otto (1905–1965), deutsch-amerikanischer Jurist und Soziologe
- Kirchheimer, Strong (* 1995), US-amerikanischer Tennisspieler
- Kirchherr, Astrid (1938–2020), deutsche Fotografin und KünstlerinAstrid Kirchherr (1938–2020)

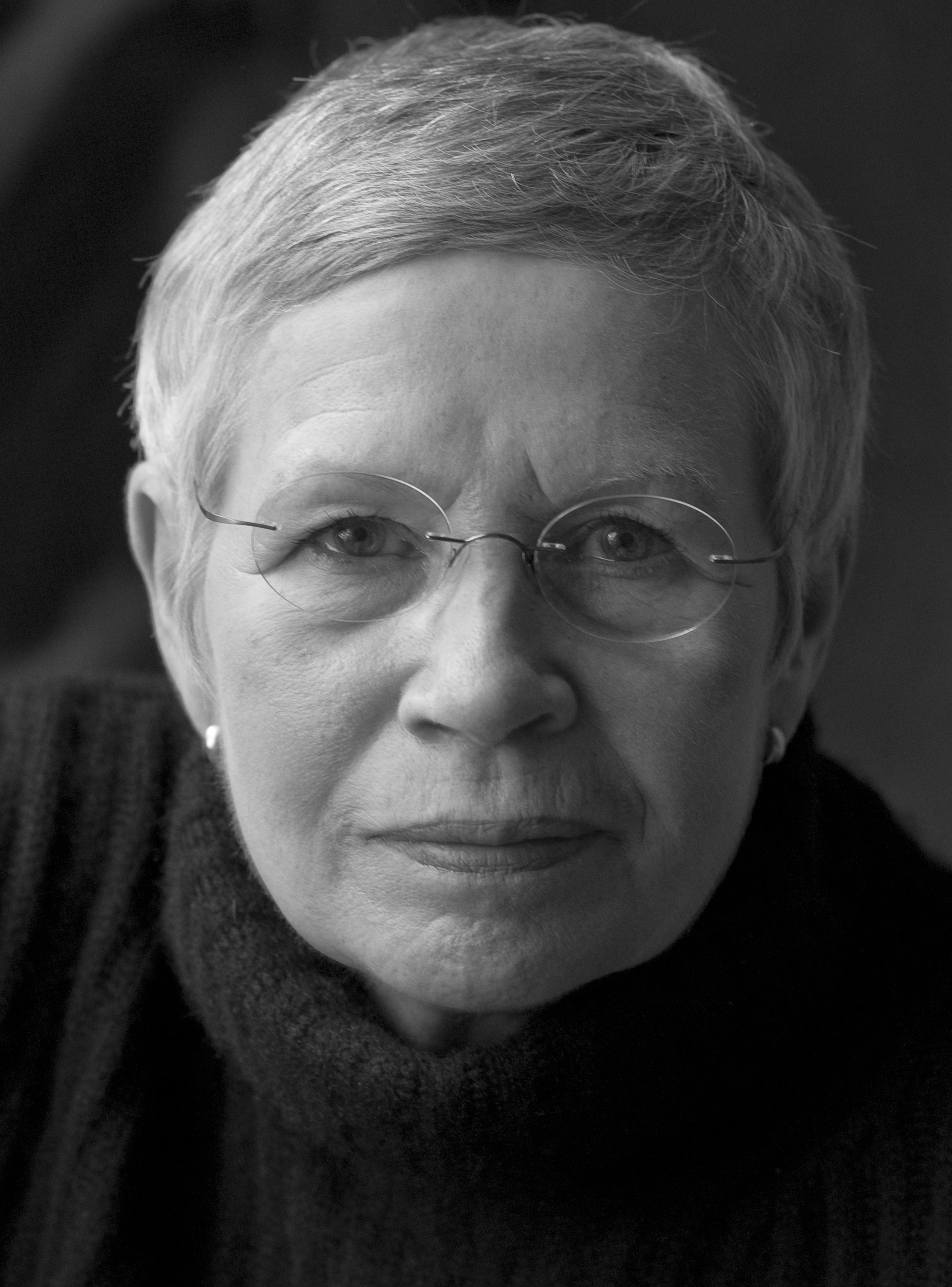
Astrid Kirchherr (1938–2020)

- Kirchherr, Torsten (* 1966), deutscher Tischtennisspieler
- Kirchhof, Astrid Mignon (* 1968), deutsche Historikerin der neueren, neuesten und Zeitgeschichte
- Kirchhof, Bruno (1875–1955), deutscher Politiker, sächsischer Kriegsminister, Dresdner Stadtrat
- Kirchhof, Bruno (1890–1976), deutscher Politiker (FDP), MdL
- Kirchhof, Elfriede (1914–1989), deutsche Leichtathletin
- Kirchhof, Ferdinand (* 1950), deutscher Jurist und Professor für Öffentliches Recht
- Kirchhof, Ferdinand sr. (1911–2004), deutscher Jurist
- Kirchhof, Fritz (1927–1997), deutscher Funktionär in der DDR
- Kirchhof, Georg (1837–1918), preußischer Generalmajor
- Kirchhof, Gottlob (1800–1874), deutscher Politiker, MdL
- Kirchhof, Gregor (* 1971), deutscher Rechtswissenschaftler
- Kirchhof, Hans Wilhelm, deutscher Schriftsteller
- Kirchhof, Hans-Peter (* 1938), deutscher Richter am Bundesgerichtshof
- Kirchhof, Lutz (* 1953), deutscher Lautenist
- Kirchhof, Nicolaus Anton Johann (1725–1800), deutscher Kaufmann, Gelehrter und Senator in Hamburg
- Kirchhof, Paul (* 1943), deutscher Jurist, Richter des BundesverfassungsgerichtsPaul Kirchhof (* 1943)

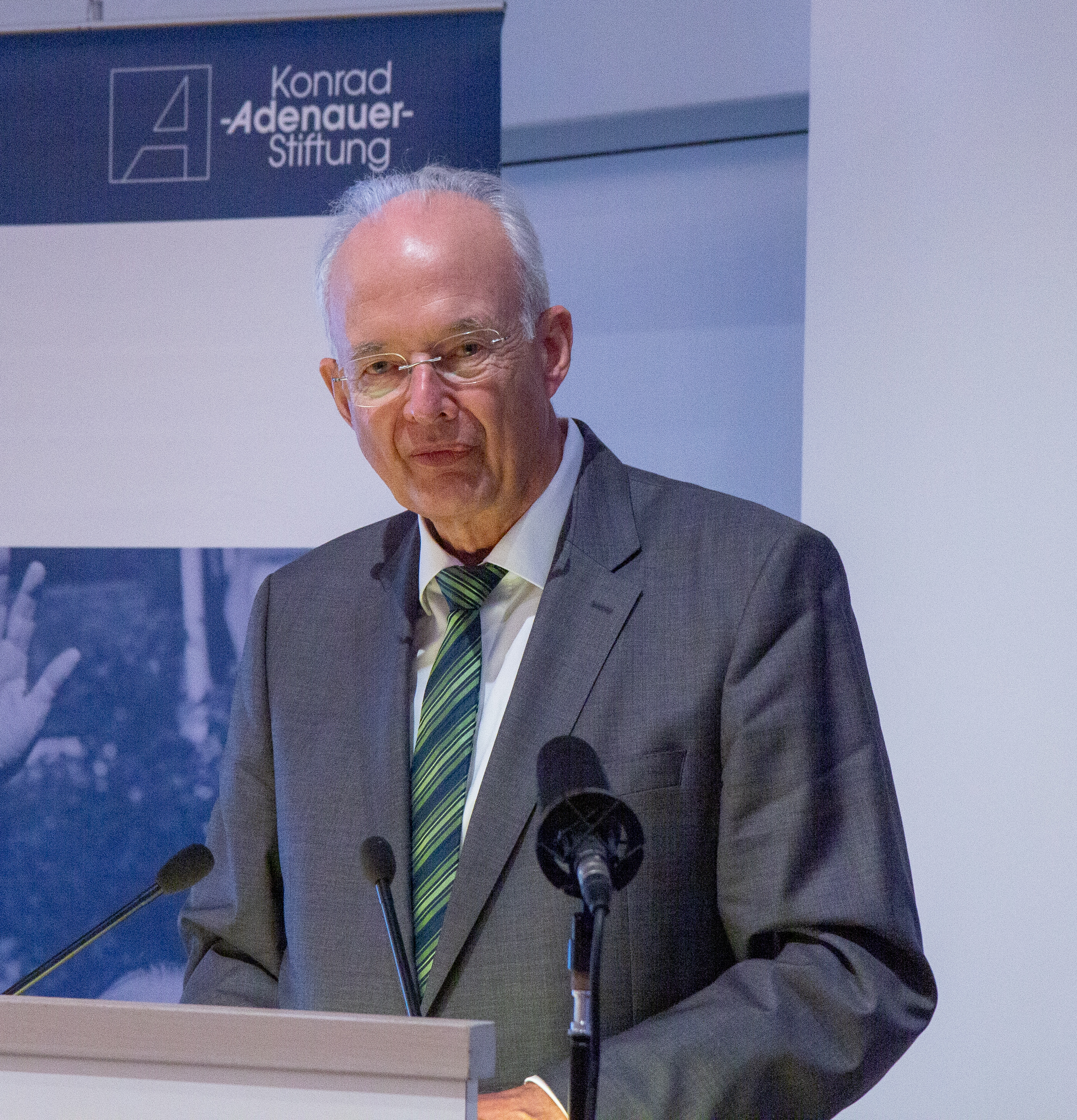
Paul Kirchhof (* 1943)

- Kirchhof, Peter K. (* 1944), deutscher Maler, Grafiker und Schriftsteller
- Kirchhof, Ronny (* 1969), deutscher Radrennfahrer, Weltmeister im Radsport
- Kirchhof, Steffen Andreas (1961–2022), deutscher Erziehungswissenschaftler
- Kirchhof-Born, Hannelore (1939–2021), deutsche Malerin
- Kirchhof-Stahlmann, Renate (* 1942), deutsche Künstlerin
- Kirchhofer, Beat, Schweizer Journalist
- Kirchhöfer, Dieter (1936–2017), deutscher Philosoph und Erziehungswissenschaftler
- Kirchhofer, Franz Werner (1633–1690), Stadtschreiber, Handelskaufmann, Ratsherr und Schulmeister
- Kirchhofer, Fritz (1895–1946), deutscher Journalist und Schriftsteller
- Kirchhöfer, Karl Wilhelm (* 1933), deutscher Kommunalpolitiker (SPD), Oberbürgermeister der Stadt Siegen
- Kirchhofer, Markus (* 1963), Schweizer Schriftsteller
- Kirchhöfer, Marvin (* 1994), deutscher AutomobilrennfahrerMarvin Kirchhöfer (* 1994)

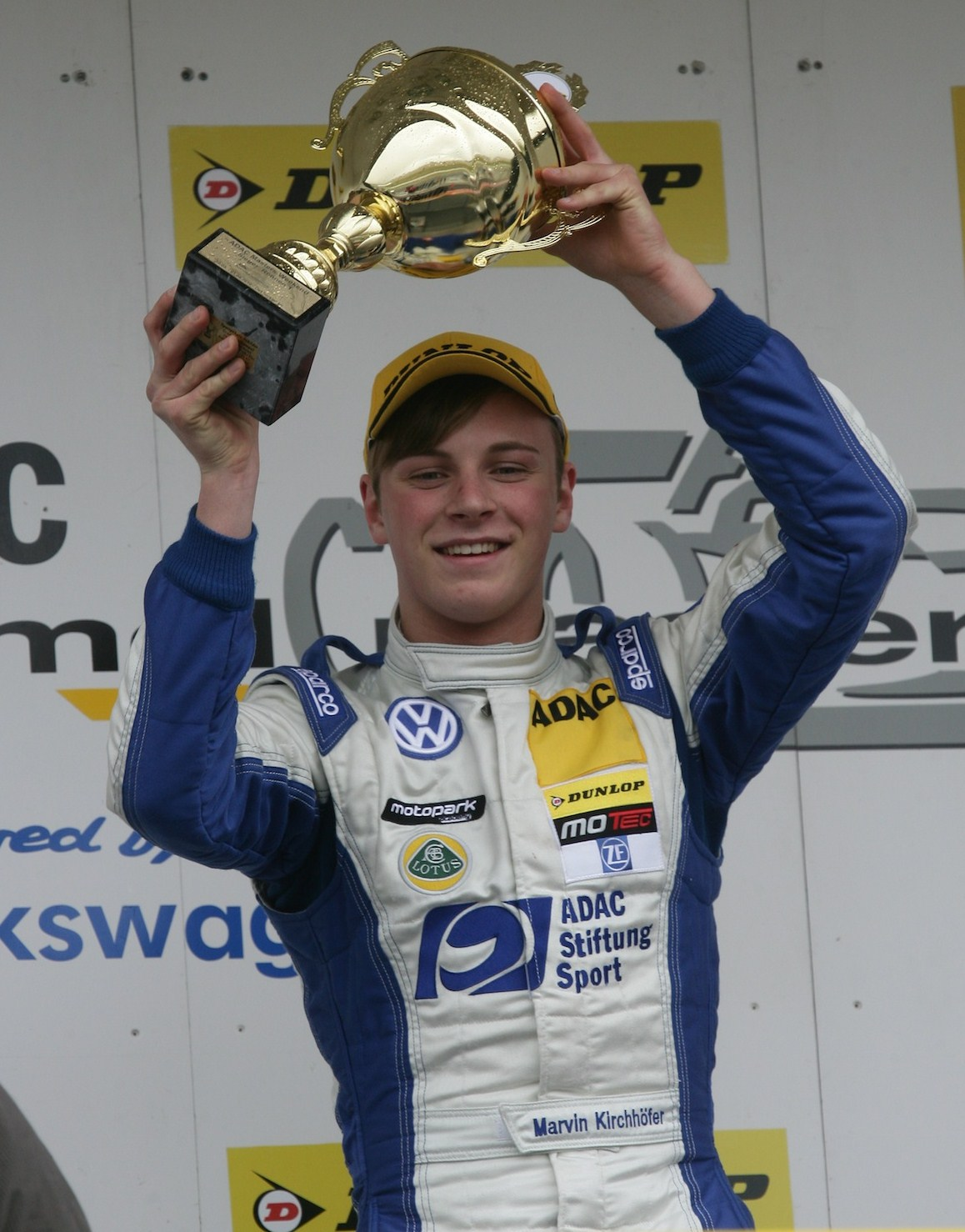
Marvin Kirchhöfer (* 1994)

- Kirchhofer, Melchior (1775–1853), Schweizer reformierter Pfarrer und Kirchenhistoriker
- Kirchhoff, Adolf (1826–1908), deutscher Philologe und Altertumsforscher
- Kirchhoff, Albrecht (1827–1902), deutscher Buchhändler
- Kirchhoff, Alfred (1838–1907), deutscher Geograf
- Kirchhoff, Arndt G. (* 1955), deutscher Unternehmer
- Kirchhoff, August (* 1874), deutscher Bezirksamtmann in Kamerun
- Kirchhoff, Auguste (1867–1940), deutsche Frauenrechtlerin
- Kirchhoff, Benjamin (* 1994), deutscher Fußballspieler
- Kirchhoff, Bodo (* 1948), deutscher SchriftstellerBodo Kirchhoff (* 1948)

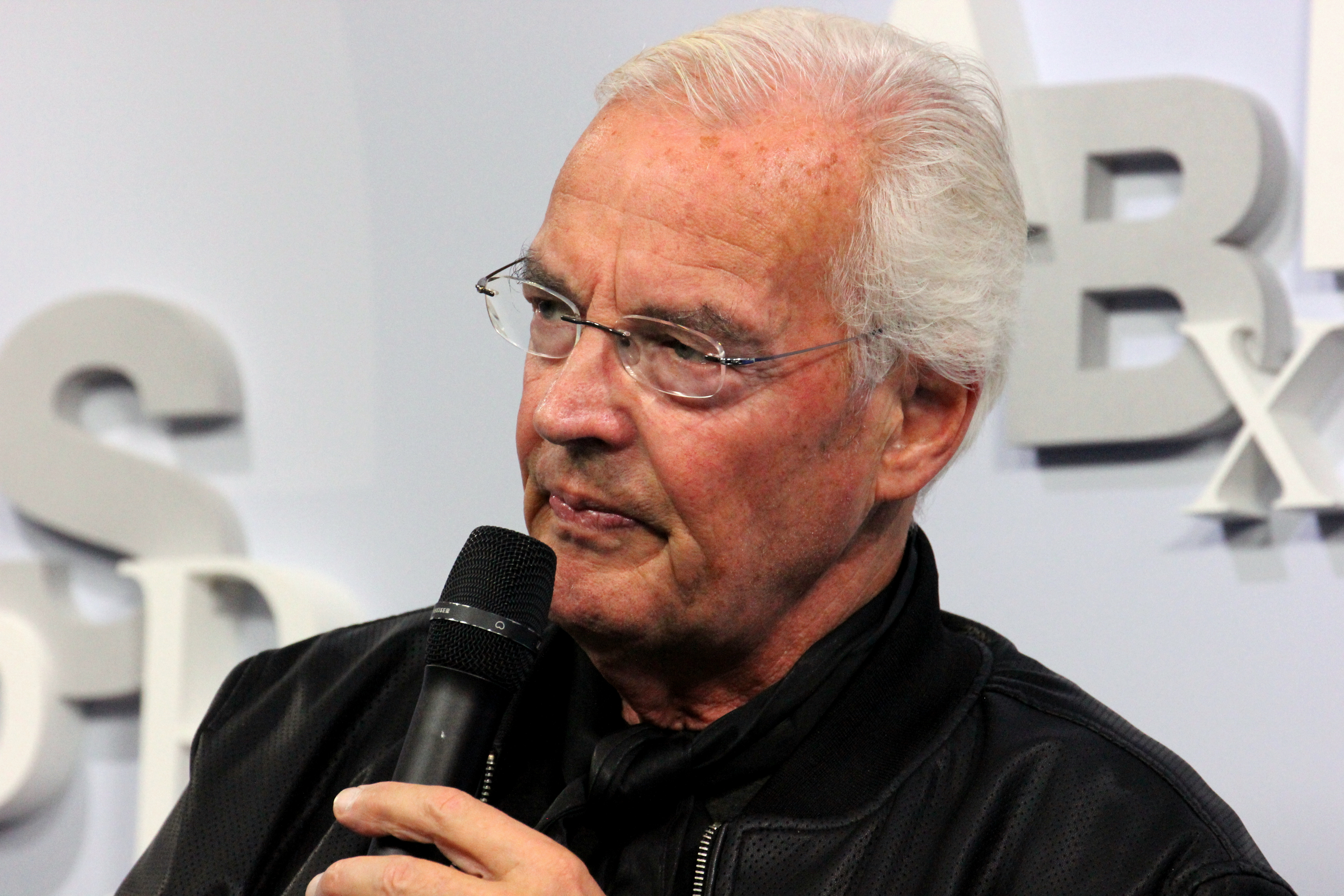
Bodo Kirchhoff (* 1948)

- Kirchhoff, Carl (1820–1893), deutscher Reichsgerichtsrat
- Kirchhoff, Christopher, deutscher Arzt und Basketballspieler
- Kirchhoff, Constantin (1764–1833), Apotheker und Chemiker, Entdecker des Stärkezuckers
- Kirchhoff, Corinna (* 1958), deutsche Schauspielerin
- Kirchhoff, Detlef (* 1941), deutscher Politiker (CDU), MdL
- Kirchhoff, Detlef (* 1967), deutscher Ruderer
- Kirchhoff, Eberhard (* 1952), deutscher Schriftsteller und Lyriker
- Kirchhoff, Eduard Karl (1846–1917), sächsischer Generalleutnant
- Kirchhoff, Fabian (* 1982), deutscher Basketballspieler
- Kirchhoff, Frank (* 1960), deutscher Neurowissenschaftler
- Kirchhoff, Frank (* 1961), deutscher Virologe
- Kirchhoff, Frank (* 1965), deutscher Fußballspieler
- Kirchhoff, Friedrich (1859–1953), deutscher Unternehmer, Industrieller
- Kirchhoff, Friedrich (1890–1978), deutscher Unternehmer
- Kirchhoff, Friedrich Christian (1822–1894), evangelischer Theologie und Lehrer
- Kirchhoff, Fritz (1901–1953), deutscher Regisseur und Filmproduzent
- Kirchhoff, Gerd Ferdinand (* 1939), deutscher Jurist und Professor für Viktimologie
- Kirchhoff, Gerhard Heinrich (1854–1929), deutscher Jurist und Politiker
- Kirchhoff, Gertrud (1902–1966), deutsche Politikerin (SPD), Mitglied der Stadtverordnetenversammlung von Groß-Berlin
- Kirchhoff, Gottfried (1685–1746), deutscher Organist und Komponist des Barock
- Kirchhoff, Gottlieb Heinrich (1801–1870), deutscher Jurist und Politiker
- Kirchhoff, Günter (1922–2006), deutscher Ökonom und Unternehmer
- Kirchhoff, Gustav (1863–1945), deutscher Konteradmiral
- Kirchhoff, Gustav Robert (1824–1887), deutscher PhysikerGustav Robert Kirchhoff (1824–1887)

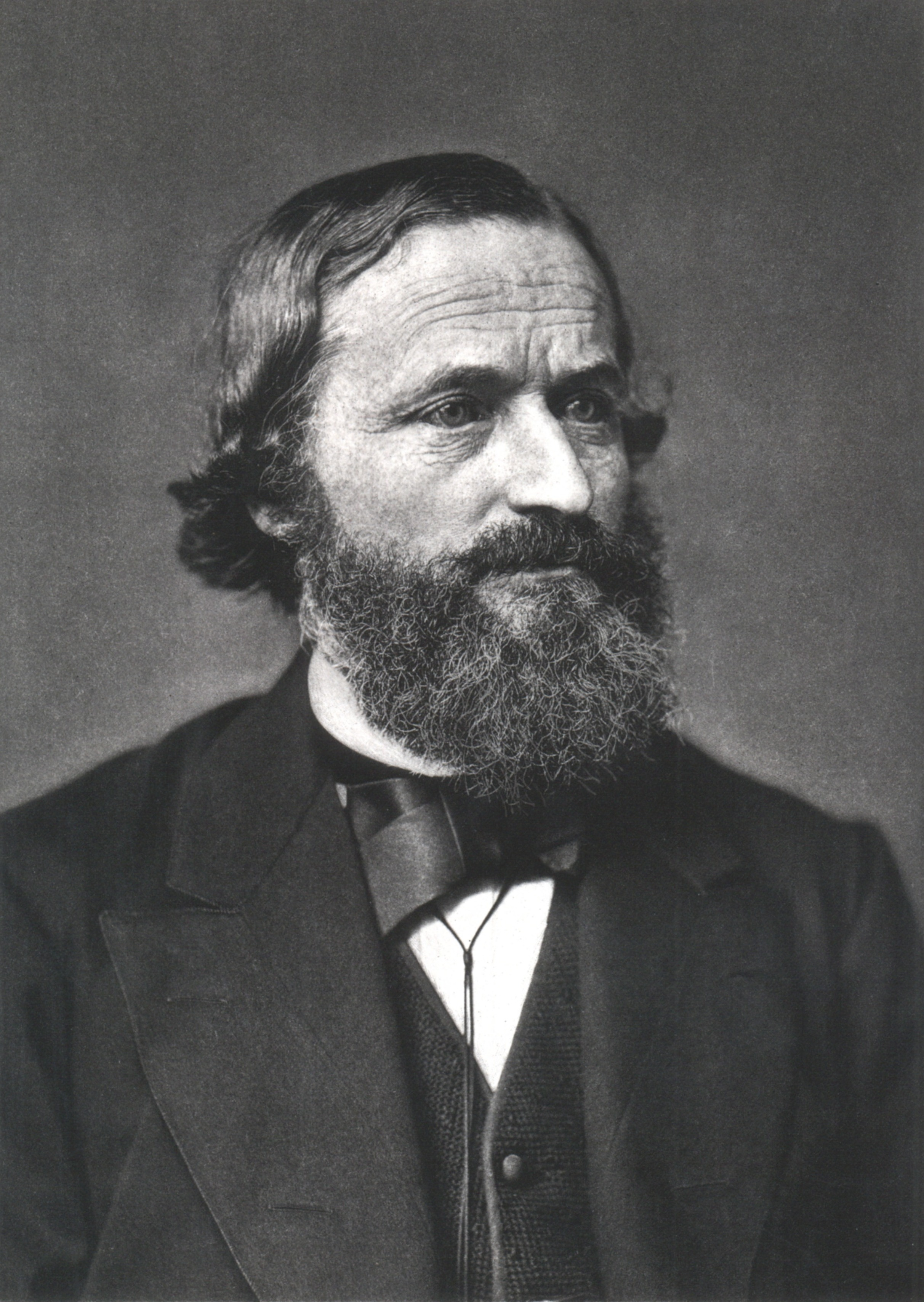
Gustav Robert Kirchhoff (1824–1887)

- Kirchhoff, Hans (1913–1994), deutscher Politiker (Zentrum), MdL
- Kirchhoff, Hans (1933–2023), dänischer Historiker
- Kirchhoff, Hans Georg (1930–2021), deutscher Historiker
- Kirchhoff, Heinrich (1849–1919), sächsischer Generalleutnant
- Kirchhoff, Heinrich (1874–1934), deutscher Mäzen und Kunstsammler
- Kirchhoff, Heinz (1905–1997), deutscher Gynäkologe und Geburtshelfer
- Kirchhoff, Herbert (1911–1988), deutscher Szenenbildner
- Kirchhoff, Hermann (1825–1890), deutscher Architekt und Baubeamter
- Kirchhoff, Hermann (1851–1932), deutscher Admiral, Militärhistoriker
- Kirchhoff, Hermann (1926–2012), deutscher Religionspädagoge
- Kirchhoff, Jan (* 1990), deutscher Fußballspieler und -trainer
- Kirchhoff, Jochen (* 1944), deutscher Autor und PhilosophJochen Kirchhoff (* 1944)

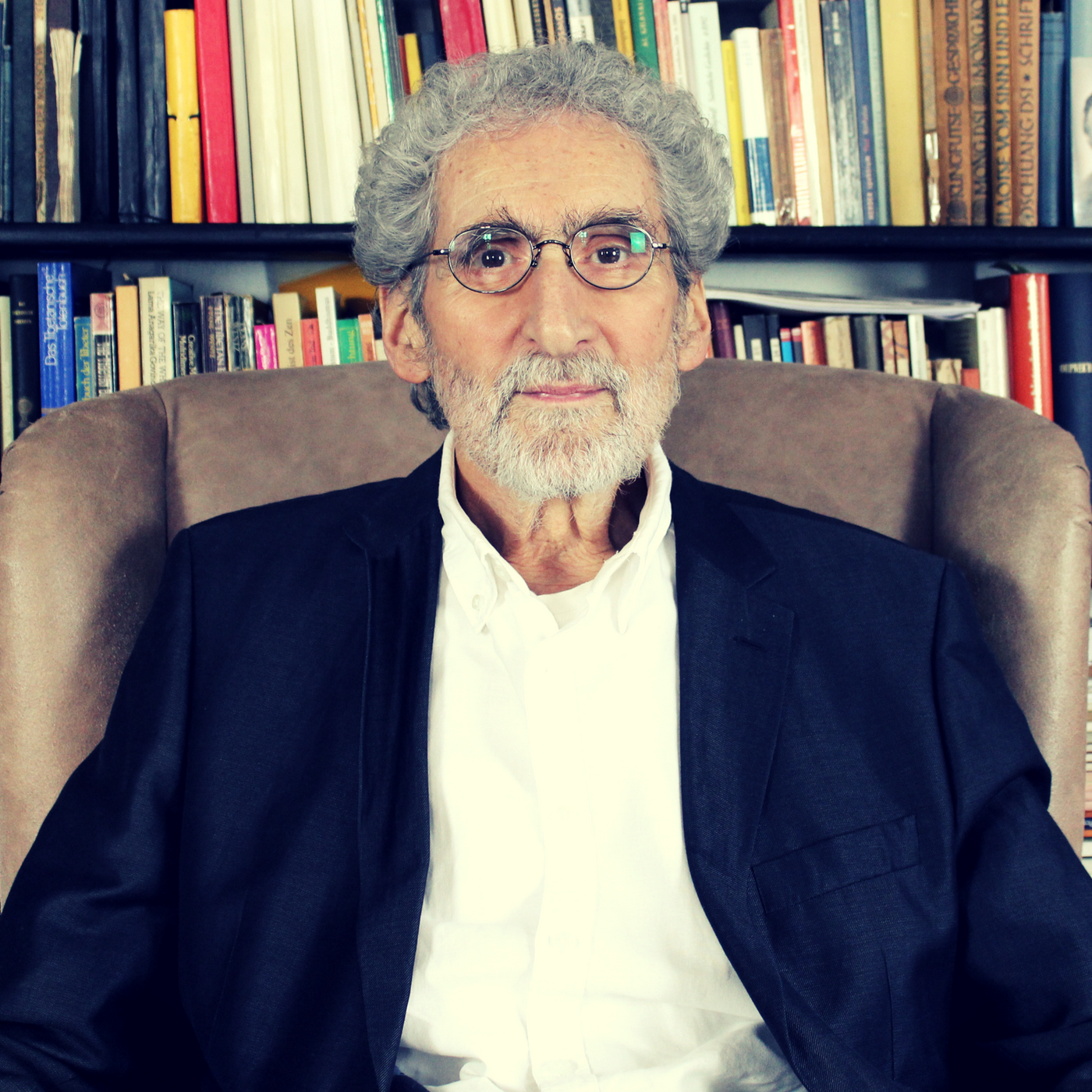
Jochen Kirchhoff (* 1944)

- Kirchhoff, Jochen F. (1927–2019), deutscher Unternehmer
- Kirchhoff, Johann Jakob (1796–1848), deutscher Maler, Illustrator und Lithograf
- Kirchhoff, Johann Nikolaus Anton (1791–1873), deutscher Autor, Reichsrat und Bürgermeister von Kiel
- Kirchhoff, Johannes F. (* 1957), deutscher Unternehmer
- Kirchhoff, Karl-Heinz (1925–2014), deutscher Historiker
- Kirchhoff, Kilian (1892–1944), deutscher Priester, Übersetzer und Dissident
- Kirchhoff, Laurentius († 1580), deutscher Rechtswissenschaftler
- Kirchhoff, Leni (* 2006), deutsche Volleyballspielerin
- Kirchhoff, Martin (1860–1929), deutscher Verwaltungsbeamter
- Kirchhoff, Max (* 1831), deutscher Kommunalpolitiker
- Kirchhoff, Mia (* 2004), deutsche Volleyballspielerin
- Kirchhoff, Oliver, deutscher American-Football-Spieler
- Kirchhoff, Otto (* 1954), deutscher Kameramann
- Kirchhoff, Paul (1900–1972), deutscher Philosoph und Anthropologe, kommunistischer Aktivist
- Kirchhoff, Peterheinrich (1886–1973), deutscher Unternehmer und Politiker (CDU), MdB
- Kirchhoff, Petra, deutsche Sprachdidaktikerin
- Kirchhoff, Renate (* 1960), deutsche evangelische Theologin und Hochschulrektorin
- Kirchhoff, Robert (1920–1999), deutscher Psychologe und Hochschullehrer
- Kirchhoff, Rudi (1928–2013), deutscher Radrennfahrer
- Kirchhoff, Theodor (1828–1899), deutsch-US-amerikanischer Schriftsteller
- Kirchhoff, Theodor (1853–1922), deutscher Psychiater
- Kirchhoff, Thomas (* 1960), deutscher Gitarrist, Hochschullehrer in Detmold
- Kirchhoff, Ulrich (1935–2011), deutscher Rechtsanwalt
- Kirchhoff, Ulrich (* 1967), deutsch-ukrainischer SpringreiterUlrich Kirchhoff (* 1967)

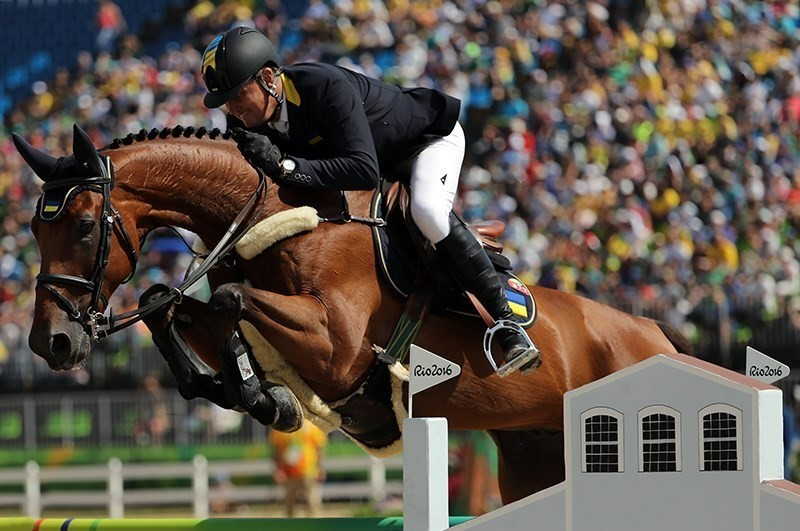
Ulrich Kirchhoff (* 1967)

- Kirchhoff, Walter (1879–1951), deutscher Opernsänger (Tenor) und Kammersänger
- Kirchhoff, Walter (* 1914), deutscher Elektroschweißer und Politiker (NDPD), MdV
- Kirchhoff, Werner (* 1926), deutscher Politiker (SED), MdV, Vizepräsident des Nationalrats der Nationalen Front der DDR
- Kirchhoff, Werner (1945–2019), deutscher Kunsthistoriker und Kulturamtsleiter
- Kirchhoff, Wilhelm (1800–1861), deutscher Jurist, Dichter und Bürgermeister von Grimmen
- Kirchhoff, Wolfgang (* 1959), deutscher Jurist und Richter am BundesgerichtshofWolfgang Kirchhoff (* 1959)

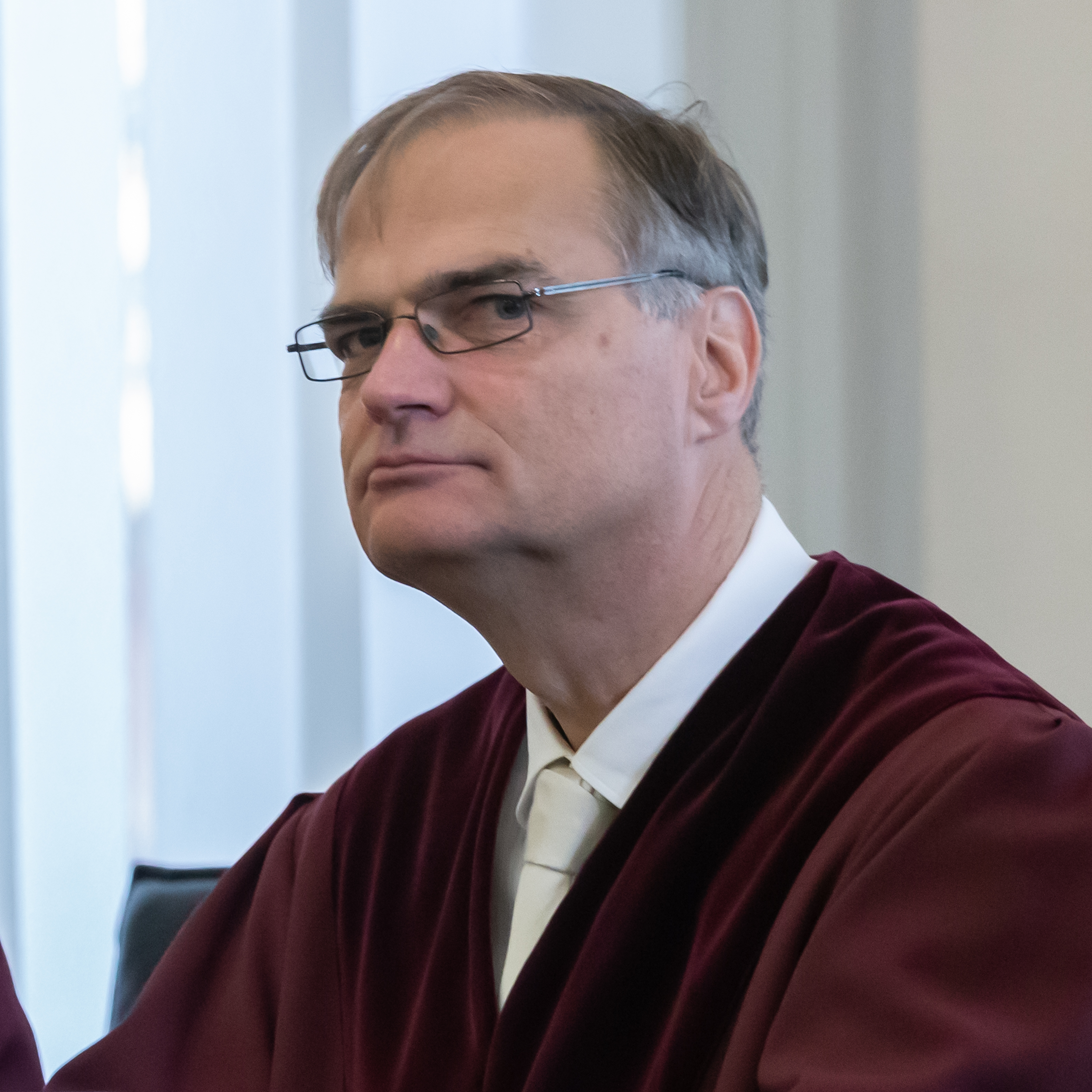
Wolfgang Kirchhoff (* 1959)

- Kirchhoffer, Alphonse (1873–1913), französischer Fechter
- Kirchhoffer, Caspar (1812–1885), deutscher Autor, Arzt und Gynäkologe
- Kirchhoffs, Joseph (1724–1772), mutmaßlicher deutscher Räuber
- Kirchholtes, Hans (1882–1959), deutscher Jurist und Diplomat
- Kirchholtes, Heinrich (1886–1959), deutscher Bankier

#### Kirchi
- Kirchin, Basil (1927–2005), britischer Jazzmusiker und Komponist
- Kirchin, Ivor (1905–1997), britischer Jazz- und Unterhaltungsmusiker

#### Kirchk
- Kirchknopf, Ferenc (1878–1949), ungarischer Ruderer
- Kirchknopf, Josef (* 1930), österreichischer Politiker, Abgeordneter zum Nationalrat

#### Kirchl
- Kirchl, Adolf (1858–1936), österreichischer Chorkomponist
- Kirchlechner, Daniela (* 1965), deutsche Grafikdesignerin und Hochschullehrerin
- Kirchlechner, Dieter (* 1932), österreichischer Schauspieler, Drehbuchautor und Regisseur
- Kirchlechner, Johannes (* 1958), deutscher Kameramann
- Kirchler, Elisabeth (* 1963), österreichische Skirennläuferin
- Kirchler, Erich (* 1954), italienisch-österreichischer Psychologe und Hochschullehrer
- Kirchler, Irina (* 1983), österreichische Triathletin
- Kirchler, Roland (* 1970), österreichischer FußballspielerRoland Kirchler (* 1970)

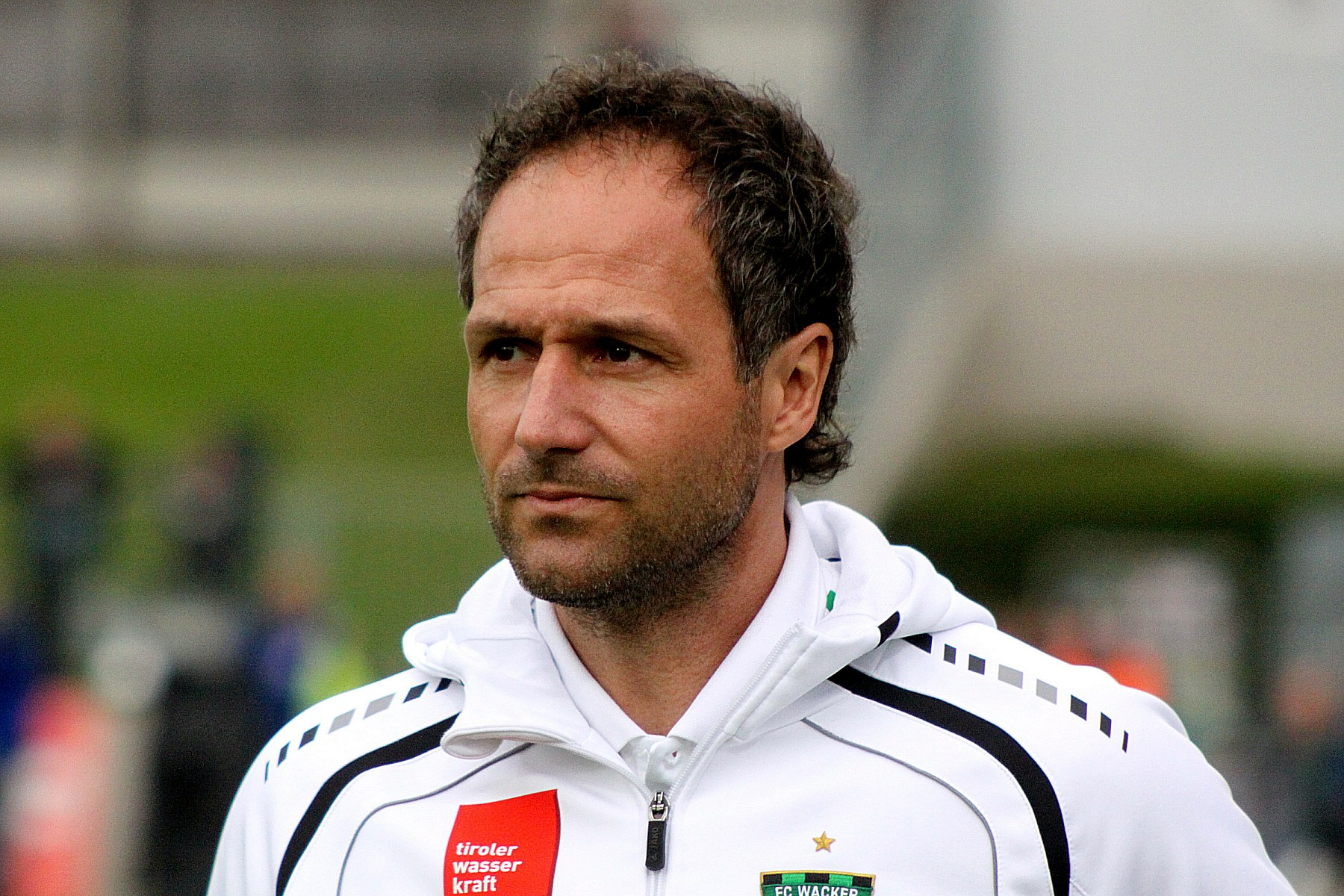
Roland Kirchler (* 1970)

- Kirchler, Stefan (* 1842), Tiroler Bergführer und Hüttenwirt

#### Kirchm
- Kirchmaier, Georg Kaspar (1635–1700), deutscher Universalgelehrter
- Kirchmaier, Georg Wilhelm (1673–1759), deutscher Philosoph, Rhetoriker und Sprachwissenschaftler
- Kirchmair, Heinz (* 1960), österreichischer Politiker (ÖVP), Landtagsabgeordneter in Tirol
- Kirchman, Jeremy (* 1972), US-amerikanischer Paläontologe und Ornithologe
- Kirchmann, Johann (1575–1643), deutscher Philologe, Autor und Pädagoge
- Kirchmann, Julius von (1802–1884), deutscher Jurist und Politiker (DFP), MdR
- Kirchmann, Karl (1885–1967), deutscher Politiker (SPD), MdR
- Kirchmann, Kay (* 1961), deutscher Medienwissenschaftler
- Kirchmann, Leah (* 1990), kanadische Radrennfahrerin
- Kirchmann, Michael (1914–1942), deutscher Skilangläufer
- Kirchmann, Rainer (* 1952), deutscher Rockmusiker
- Kirchmann, Sigrid (* 1966), österreichische Hochspringerin
- Kirchmayer, Albert (1880–1966), deutscher Architekt
- Kirchmayer, Jan (* 2003), österreichischer Fußballspieler
- Kirchmayer, Johann Christian (1674–1743), deutscher reformierter Theologe
- Kirchmayer, Johann Siegmund (1674–1749), deutscher lutherischer Geistlicher und reformierter Theologe
- Kirchmayer, Karl (1853–1919), österreichischer Politiker
- Kirchmayer, Matthäus (1778–1854), österreichischer Landwirt und Politiker, Landtagsabgeordneter
- Kirchmayr, Helena (* 1982), österreichische Politikerin (ÖVP), Landtagsabgeordnete
- Kirchmayr, Jan (* 1993), Schweizer Politiker (SP)
- Kirchmayr, Juri (* 2005), österreichischer Fußballspieler
- Kirchmayr, Klaus (* 1963), Schweizer Politiker (GPS)
- Kirchmayr, Toni (1887–1965), österreichischer Maler und Restaurator
- Kirchmayr, Wolfgang (* 1943), österreichischer Graveur, Bildhauer, Metallkünstler und Hochschullehrer
- Kirchmayr-Gosteli, Julia (* 1967), Schweizer Politikerin (Grüne)
- Kirchmayr-Schliesselberger, Sabine (* 1967), österreichische Rechtswissenschafterin
- Kirchmeier, Christian, deutscher Literaturwissenschaftler
- Kirchmeyer, Gordon Murphy (* 1974), deutscher Schauspieler

#### Kirchn
- Kirchner de Mercado, Alicia (* 1946), argentinische Politikerin
- Kirchner, Albert Emil (1813–1885), deutscher Maler
- Kirchner, Alexander (* 1956), deutscher Eisenbahner und GewerkschafterAlexander Kirchner (* 1956)

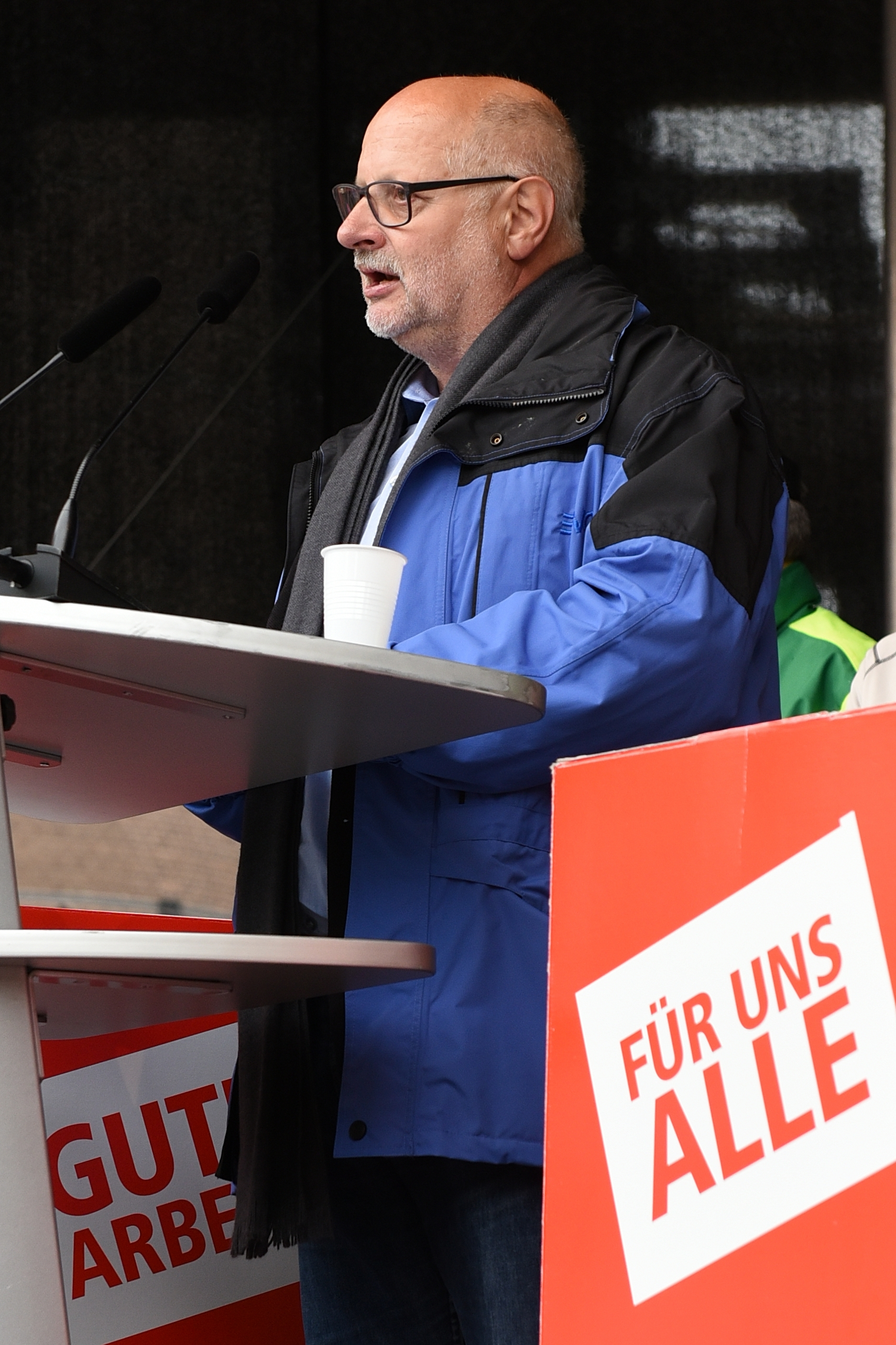
Alexander Kirchner (* 1956)

- Kirchner, Alfred (1887–1964), deutscher Politiker (NSDAP), MdR
- Kirchner, Alfred (* 1907), deutscher Bergmann und Politiker (SED), MdV
- Kirchner, Alfred (* 1937), deutscher Opernregisseur
- Kirchner, Ambrosius (1555–1621), deutscher Buchdrucker
- Kirchner, André (* 1958), deutscher Stadtfotograf und Buchautor
- Kirchner, Andreas (1953–2010), deutscher Bobsportler
- Kirchner, Andree (* 1972), deutscher Rechtswissenschaftler (Völkerrechtler) und Unternehmer
- Kirchner, Annerose (* 1951), deutsche Autorin
- Kirchner, Anton (1779–1834), evangelischer Pfarrer und Schulreformer
- Kirchner, Baldur (1939–2023), deutscher Seminarleiter
- Kirchner, Barbara (* 1970), deutsche Chemikerin und Schriftstellerin
- Kirchner, Berna (1927–2018), deutsche Germanistin, Pädagogin, Unternehmerin und Kunstsammlerin
- Kirchner, Bernd (* 1944), deutscher Fußballspieler
- Kirchner, Bill (* 1953), US-amerikanischer Jazz-Saxophonist, Arrangeur, Komponist, Hochschullehrer
- Kirchner, Carl Anton (1822–1869), deutscher Maler
- Kirchner, Carl Georg (1808–1858), deutscher Architekt und Baubeamter
- Kirchner, Christian (1944–2014), deutscher Rechtswissenschaftler und Wirtschaftswissenschaftler
- Kirchner, Constanze (* 1962), deutsche Kunstpädagogin und Hochschullehrerin
- Kirchner, Daniel (* 1997), deutscher Basketballspieler
- Kirchner, Daniel (* 2000), deutscher Volleyball- und Beachvolleyballspieler
- Kirchner, David Julian (* 1982), deutscher Künstler, Musiker und Autor
- Kirchner, Doris (1930–2015), österreichische Schauspielerin
- Kirchner, Edmund (1815–1894), deutscher Verwaltungsbeamter
- Kirchner, Ehrhard (1866–1927), deutscher Politiker (SPD), MdL
- Kirchner, Elsa Andrea (* 1976), deutsche Informatikerin und Professorin
- Kirchner, Emma (1830–1909), deutsche Berufsfotografin in den Niederlanden
- Kirchner, Ernst (1847–1921), deutscher Papieringenieur, Papierhistoriker und Wasserzeichen-Forscher
- Kirchner, Ernst Ludwig (1880–1938), deutscher Maler des ExpressionismusErnst Ludwig Kirchner (1880–1938)

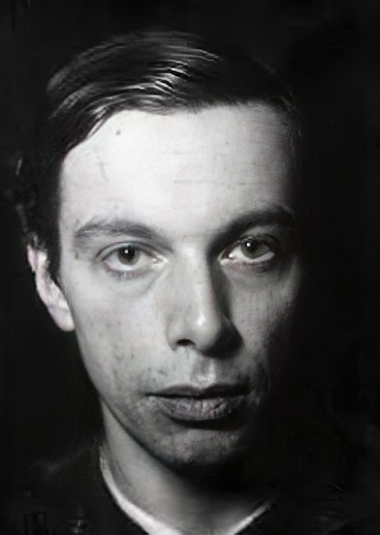
Ernst Ludwig Kirchner (1880–1938)

- Kirchner, Florian (* 1986), deutscher Handballspieler
- Kirchner, Frank (1961–2024), deutscher Jazzsaxophonist
- Kirchner, Frank (* 1963), deutscher Informatiker
- Kirchner, Franz (1919–2003), deutscher Politiker (CDU der DDR), MdV und Oberbürgermeister
- Kirchner, Friedrich (* 1840), deutscher Philologe und Gymnasiallehrer
- Kirchner, Friedrich (1848–1900), deutscher Philosoph, Philosophie- und Literaturhistoriker, Theologe und Gymnasialprofessor
- Kirchner, Friedrich (1885–1960), deutscher General der Panzertruppe im Zweiten Weltkrieg
- Kirchner, Friedrich Wilhelm (1861–1921), deutscher Landrat in Alsfeld, Oberpräsidialrat in Westfalen
- Kirchner, Fritz (1896–1967), deutscher Physiker
- Kirchner, Gerhard (1907–1975), deutscher Orgelbauer
- Kirchner, Gottfried (1940–2017), deutscher Journalist
- Kirchner, Gregor Wilhelm von (* 1671), österreichischer Hofbeamter und Erbauer des abgerissenen Schlosses Breitenfurt bei Wien
- Kirchner, Gustav (1890–1966), deutscher Anglist
- Kirchner, Hans Werner (1908–1965), deutscher Maler und Schauspieler
- Kirchner, Heinrich (1885–1953), deutscher Paläontologe
- Kirchner, Heinrich (1902–1984), deutscher Bildhauer
- Kirchner, Helga (* 1946), deutsche Journalistin
- Kirchner, Herbert (* 1937), deutscher Biathlet
- Kirchner, Hermann (1562–1620), Dichter, Jurist, Hochschullehrer
- Kirchner, Hermann (1861–1928), deutscher Musiker und Komponist von Volksliedern
- Kirchner, Hermann (1890–1953), österreichischer Militär
- Kirchner, Herti (1913–1939), deutsche Schauspielerin und Schriftstellerin
- Kirchner, Hildebert (1920–2012), deutscher Bibliothekar
- Kirchner, Horst (1913–1990), deutscher prähistorischer Archäologe
- Kirchner, Ignaz (1946–2018), deutscher Schauspieler und Mitglied des Burgtheater-Ensembles
- Kirchner, Ingo (1930–1983), deutscher Maler und Grafiker
- Kirchner, Jaime Lee (* 1981), US-amerikanische Schauspielerin
- Kirchner, Jens-Holger (1959–2024), deutscher Politiker (Bündnis 90/Die Grünen)
- Kirchner, Joachim (1890–1978), deutscher Bibliothekar und Zeitschriftenhistoriker
- Kirchner, Johann (1876–1948), österreichischer Politiker (CSP), Landtagspräsident von Salzburg
- Kirchner, Johann Christian (1691–1732), deutscher Bildhauer
- Kirchner, Johann Gottlieb (1706–1768), deutscher Bildhauer
- Kirchner, Johann Jakob (1796–1837), deutscher Maler, Radierer und Zeichner
- Kirchner, Johann Josef (1846–1889), österreichischer Illustrator und Landschaftsmaler
- Kirchner, Johanna (1889–1944), deutsche Widerstandskämpferin
- Kirchner, Johannes (1859–1940), deutscher klassischer Philologe und Epigraphiker
- Kirchner, Johannes Wendel (1628–1709), deutscher Orgelbauer
- Kirchner, Julia Marianne (* 1937), deutsche Romanistin und Übersetzerin
- Kirchner, Julianne (* 1991), marshallische Schwimmerin
- Kirchner, Karl (1787–1855), deutscher Pädagoge
- Kirchner, Karl (1831–1912), deutscher Militärarzt
- Kirchner, Karl (1883–1945), deutscher Journalist und Kommunalpolitiker
- Kirchner, Karl Emil (1845–1899), sächsischer Generalleutnant
- Kirchner, Katrin (* 1944), deutsche Autorin und Journalistin
- Kirchner, Leon (1919–2009), US-amerikanischer Komponist
- Kirchner, Marilena (* 1997), deutsche Schlager-Sängerin
- Kirchner, Mark (* 1960), deutscher Turkuloge und Islamwissenschaftler
- Kirchner, Mark (* 1970), deutscher Biathlet und BiathlontrainerMark Kirchner (* 1970)

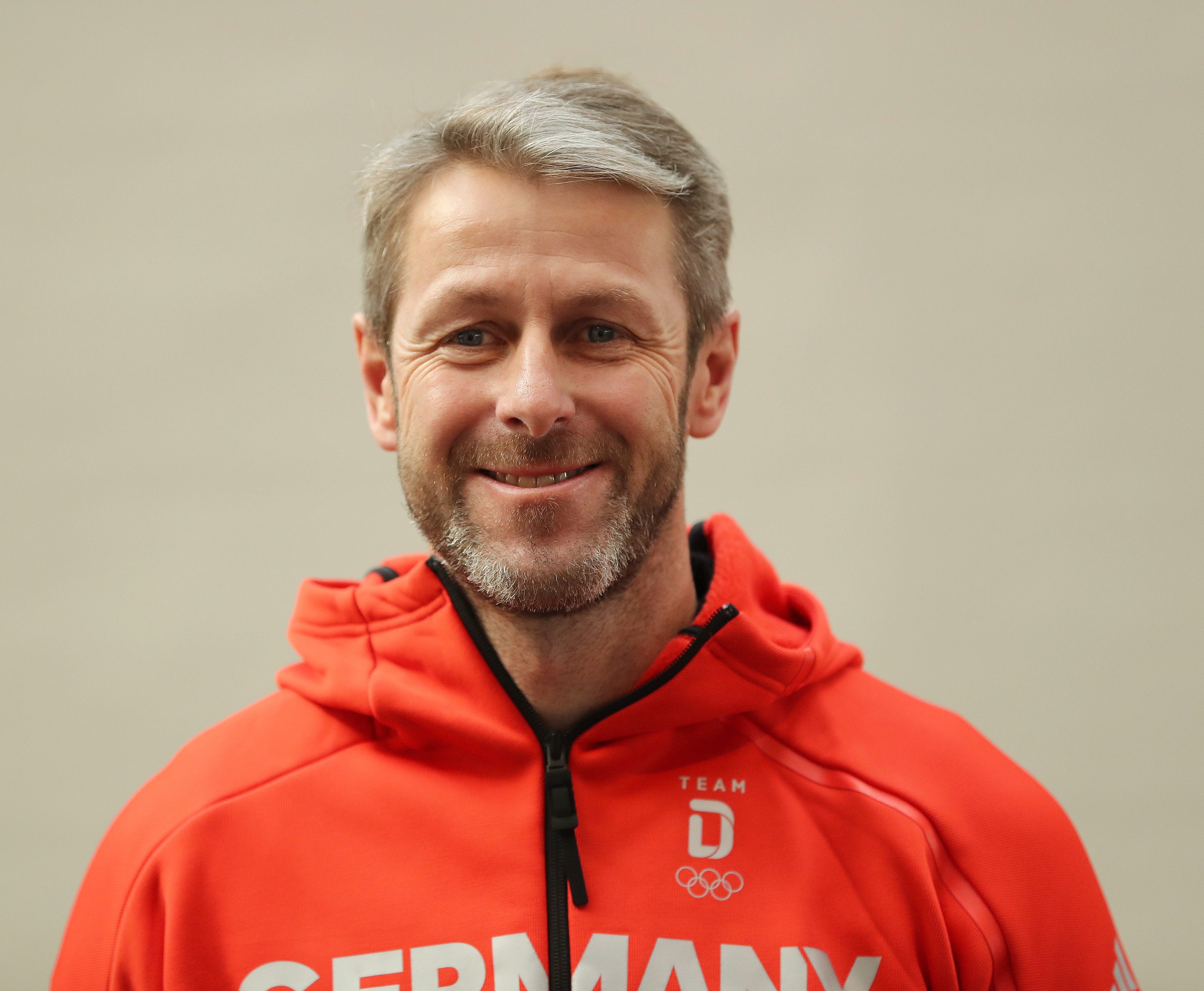
Mark Kirchner (* 1970)

- Kirchner, Marlies, deutsche Kinobetreiberin
- Kirchner, Martin (1854–1925), deutscher Hygienearzt, Militärarzt und Leiter des preußischen Gesundheitswesens
- Kirchner, Martin (* 1949), deutscher Politiker (CDU), MdV; Stasi-IM
- Kirchner, Matthäus (1826–1912), deutscher Missionar und Politiker (Zentrum), MdR
- Kirchner, Matthias (1735–1805), österreichischer Barockmaler
- Kirchner, Máximo (* 1977), argentinischer Politiker
- Kirchner, Néstor (1950–2010), argentinischer Politiker, StaatspräsidentNéstor Kirchner (1950–2010)

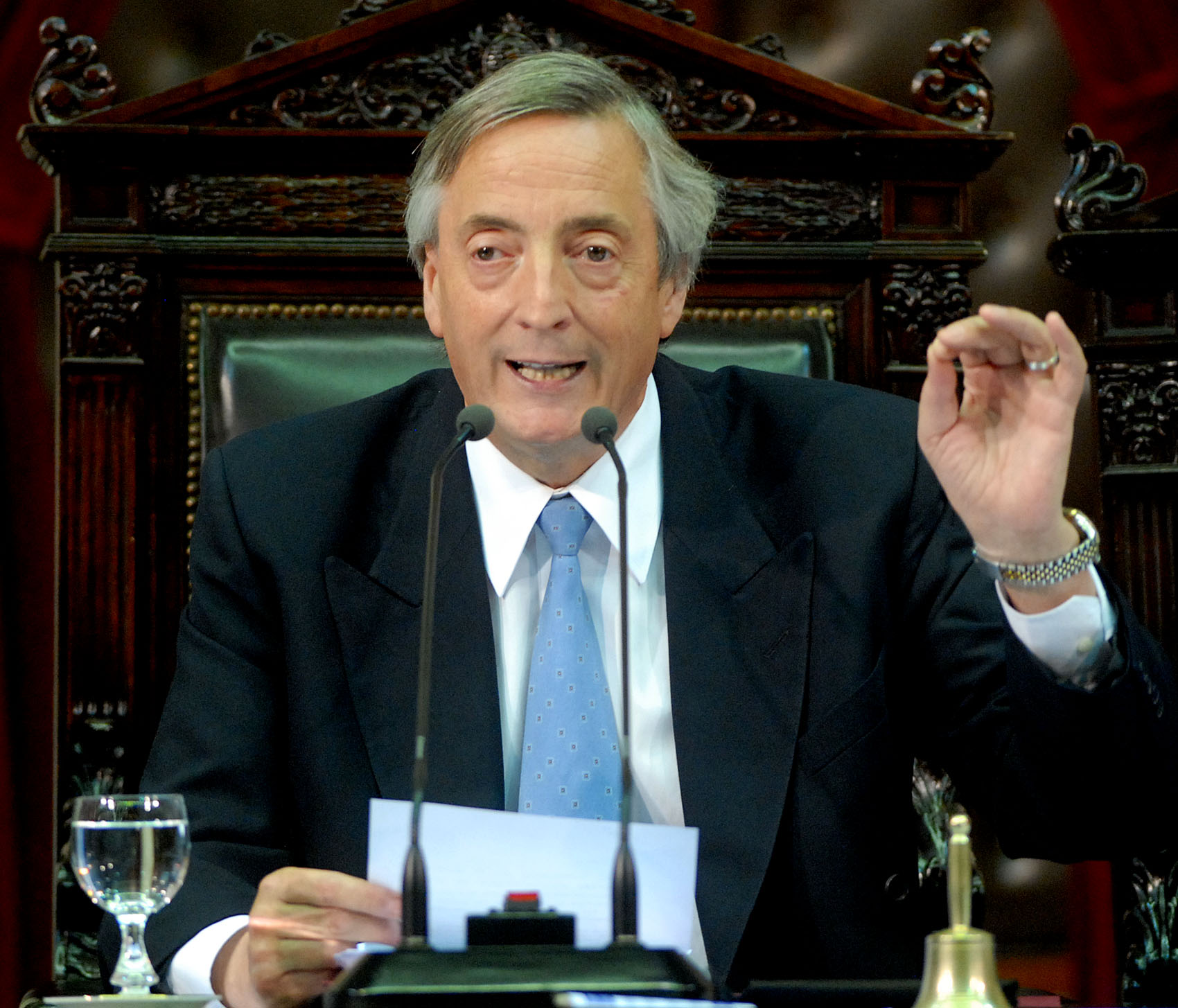
Néstor Kirchner (1950–2010)

- Kirchner, Oliver (* 1966), deutscher Politiker (AfD), MdL
- Kirchner, Oskar von (1851–1925), deutscher Botaniker und Phytomediziner
- Kirchner, Otto (1887–1960), deutscher Maler
- Kirchner, Otto (1890–1950), deutscher Schauspieler, Regisseur und Theaterintendant
- Kirchner, Paul (* 1952), US-amerikanischer Illustrator und Comiczeichner
- Kirchner, Paul Patric (* 2011), deutscher Synchronsprecher
- Kirchner, Peter (1935–2018), deutscher Politiker (SED), Vorsitzender der jüdischen Gemeinde von (Ost)-Berlin
- Kirchner, Quin (* 1981), US-amerikanischer Jazz- und Improvisationsmusiker (Schlagzeug, Perkussion)
- Kirchner, Raphael (1875–1917), österreichischer Maler und Illustrator
- Kirchner, Robert (1940–2009), deutscher Maler, Grafiker und Lithograf sowie Holzbildhauer
- Kirchner, Rudolf (1919–1984), deutscher Gewerkschaftsfunktionär (FDGB), MdV
- Kirchner, Sandro (* 1975), deutscher Politiker (CSU), MdL
- Kirchner, Sebastian (* 1988), deutscher Handballspieler
- Kirchner, Shabier, antiguanischer Kameramann und Kurzfilmregisseur
- Kirchner, Theodor (1823–1903), deutscher Komponist, Dirigent, Organist und PianistTheodor Kirchner (1823–1903)

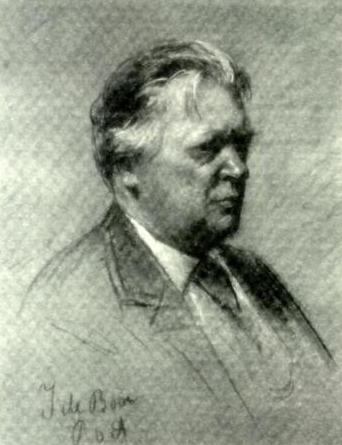
Theodor Kirchner (1823–1903)

- Kirchner, Thomas (* 1954), deutscher Kunsthistoriker und Hochschullehrer
- Kirchner, Thomas (* 1961), deutscher Drehbuchautor
- Kirchner, Timotheus (1533–1587), lutherischer Theologe, Professor der Theologie und Superintendent in Weimar
- Kirchner, Uwe (* 1962), deutscher Fußballspieler
- Kirchner, Uwe (* 1965), deutscher Fußballspieler
- Kirchner, Volker David (1942–2020), deutscher Komponist
- Kirchner, Walter Andreas (* 1941), deutscher Bildhauer
- Kirchner, Walther (1905–2004), deutsch-US-amerikanischer Historiker
- Kirchner, Werner (1895–1961), deutscher Germanist mit dem Schwerpunkt Hölderlin
- Kirchner, Wilhelm (1848–1921), deutscher Agrarwissenschaftler
- Kirchner, Wilhelm (1849–1935), deutscher Mediziner und Leiter der otiatrischen Universitäts-Poliklinik in Würzburg
- Kirchner, Wolfgang (* 1935), deutscher Schriftsteller und Drehbuchautor
- Kirchner-Freis, Iris (* 1972), deutsche Rechtswissenschaftlerin, Rechtsanwältin und Unternehmerin

#### Kirchr
- Kirchrath, Klaus-Peter (1927–2024), deutscher Fußballtrainer
- Kirchring, Gottschalk (1663–1691), deutscher Jurist
- Kirchring, Gottschalk (1672–1719), deutscher Domherr
- Kirchring, Johannes, deutscher Schreib- und Rechenmeister
- Kirchring, Johannes, deutscher Schreibmeister und Maler

#### Kirchs
- Kirchsberg, Ernestine von (1857–1924), österreichische Landschaftsmalerin
- Kirchschlager, Angelika (* 1965), österreichische Opernsängerin (Mezzosopran)
- Kirchschläger, Erik (* 1996), österreichischer Eishockeyspieler
- Kirchschläger, Herma (1916–2009), österreichische First Lady
- Kirchschlager, Martin (1910–1985), österreichischer Pfarrer und Superintendent in der Steiermark
- Kirchschlager, Michael (* 1966), deutscher Historiker, Autor und Verleger
- Kirchschläger, Peter G. (* 1977), katholischer Sozialethiker und Hochschullehrer
- Kirchschläger, Rudolf (1915–2000), österreichischer Diplomat, Politiker, österreichischer BundespräsidentRudolf Kirchschläger (1915–2000)

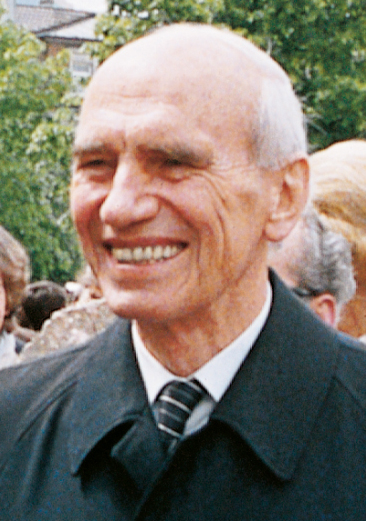
Rudolf Kirchschläger (1915–2000)

- Kirchschläger, Walter (* 1947), österreichischer Theologe
- Kirchshofer, Rosl (1928–2020), österreichische Zoologin
- Kirchsteiger, Ernst (* 1957), schwedischer Designer, Innenarchitekt und FernsehmoderatorErnst Kirchsteiger (* 1957)

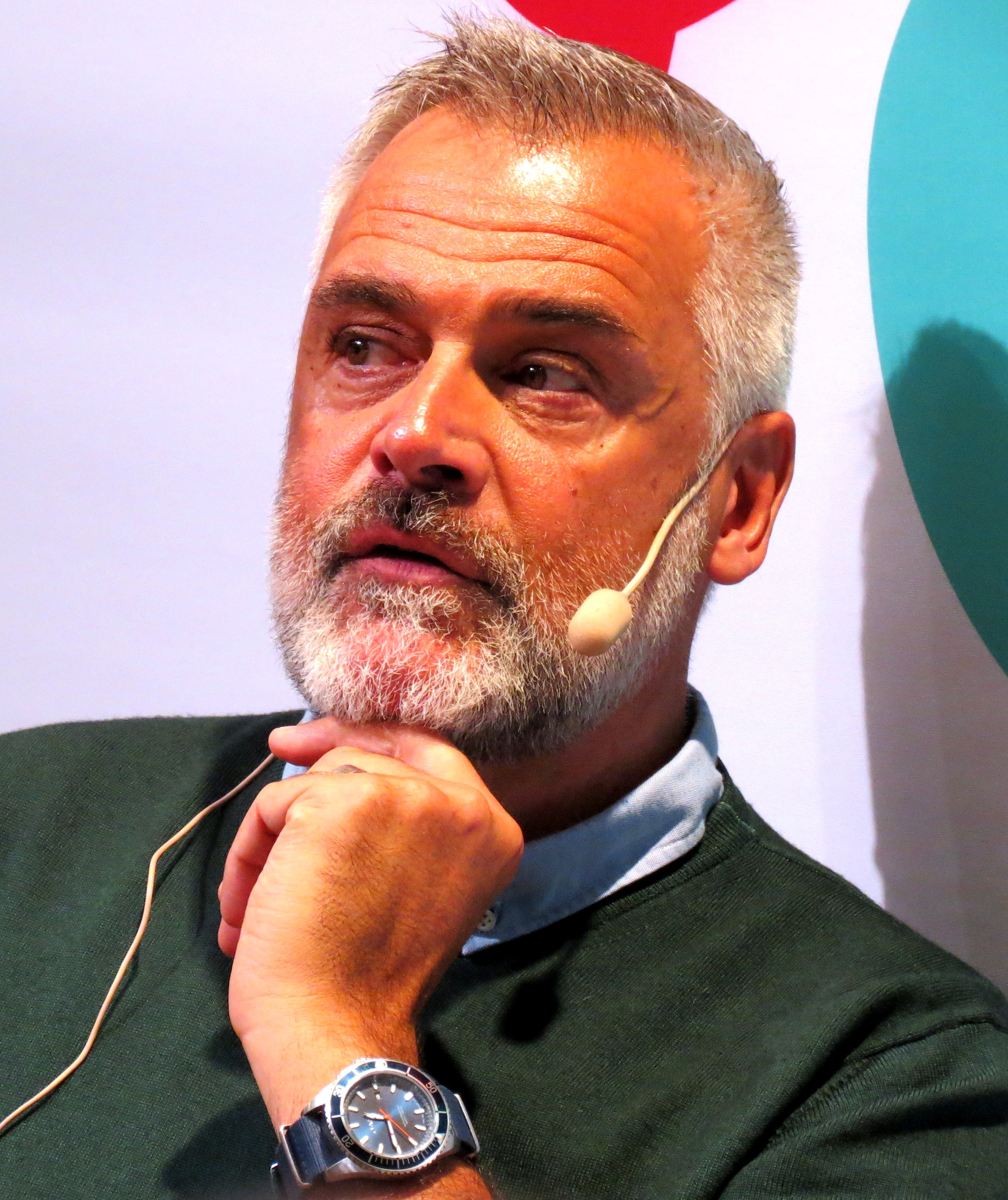
Ernst Kirchsteiger (* 1957)

- Kirchsteiger, Hans (1852–1932), österreichischer Priester und Schriftsteller
- Kirchstein, Klaus-Dieter, deutscher Boxer (DDR)
- Kirchstein, Olaf (* 1965), deutscher Sportschütze

#### Kirchw
- Kirchweger, Carmen (* 1978), österreichische Filmeditorin und Regisseurin
- Kirchweger, Ernst (1898–1965), erstes politisches Todesopfer in Österreich nach 1945
- Kirchweger, Heinrich (1809–1899), deutscher Eisenbahningenieur
- Kirchwehm, Hans-Peter (1941–1990), deutscher Fußballspieler
- Kirchwehm, Umito (* 2000), deutscher Snowboarder

### Kirci
- Kirci, Alptekin (* 1971), deutscher Rechtsanwalt und Vorsitzender der SPD in Hannover
- Kırcı, Erhan (* 1988), türkischer Fußballspieler
- Kırcı, Haluk (* 1958), türkischer Rechtsextremist und Mörder
- Kırcı, Koray (* 1998), türkischer Tennisspieler
- Kircicek, Furkan (* 1996), deutscher Fußballspieler

### Kirck
- Kirckhoff, Mogens (* 1944), dänischer Sachbuchautor